# Ai Cập cổ đại

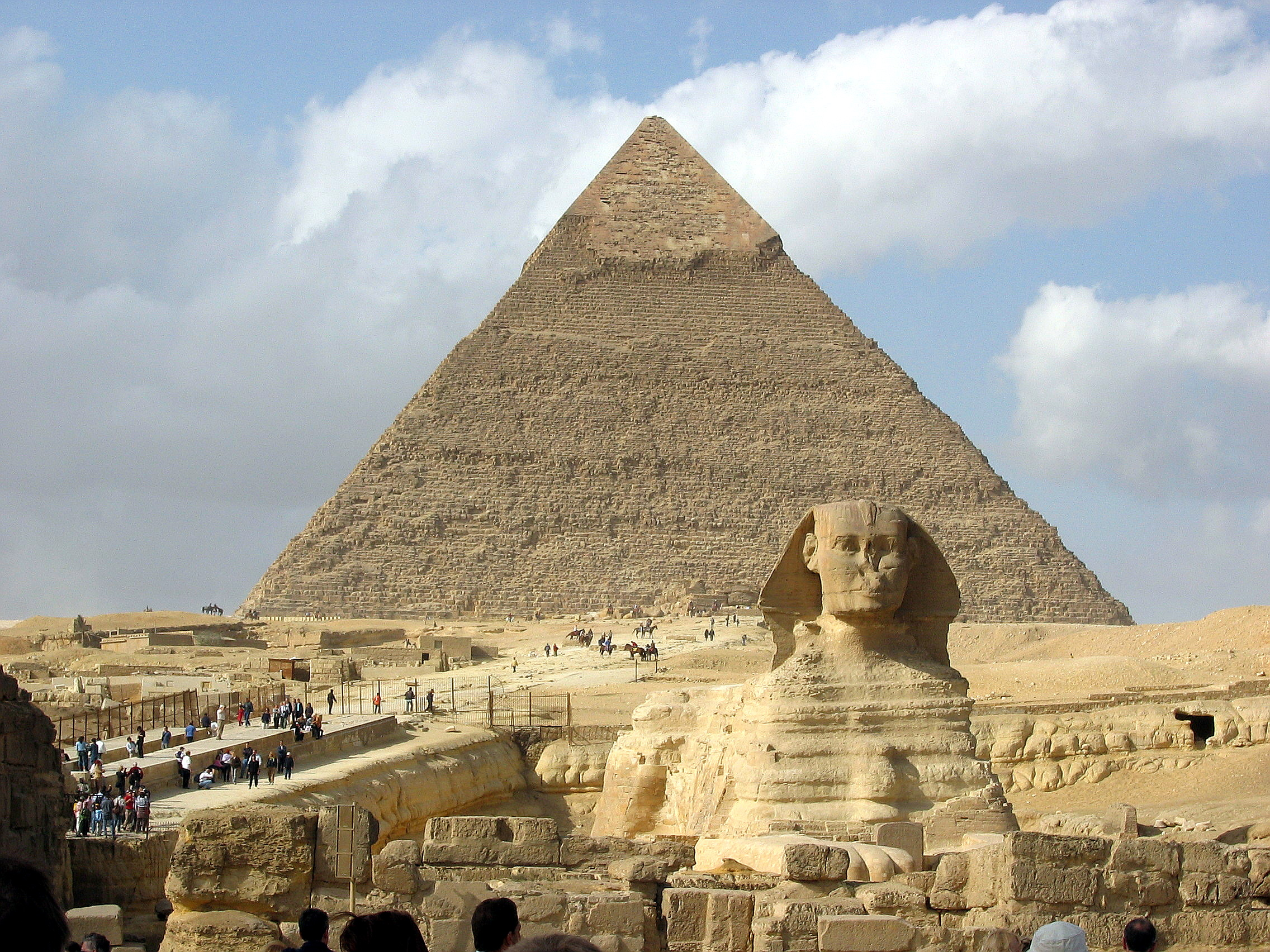
Tượng Nhân sư lớn và Quần thể kim tự tháp Giza là những biểu tượng nổi bật nhất của nền văn minh Ai Cập cổ đại

Ai Cập cổ đại là một nền văn minh cổ đại nằm ở Đông Bắc châu Phi, tập trung dọc theo hạ lưu của sông Nile thuộc khu vực ngày nay là đất nước Ai Cập. Nền văn minh Ai Cập được hình thành rõ nét là vào năm 3150 TCN (theo trình tự thời gian của bảng niên đại Ai Cập) với sự thống nhất chính trị của Thượng và Hạ Ai Cập dưới thời vị pharaoh đầu tiên (Narmer, thường được gọi là Menes). Lịch sử của Ai Cập cổ đại đã trải qua một loạt các thời kỳ vương quốc ổn định, và các giai đoạn hỗn loạn giữa chúng được gọi là các giai đoạn chuyển tiếp: Cổ Vương quốc thời kỳ Sơ kỳ Đồ đồng, Trung Vương quốc tương ứng giai đoạn Trung kỳ Đồ Đồng và Tân Vương quốc ứng với Hậu kỳ Đồ đồng.
Ai Cập đạt đến đỉnh cao của quyền lực vào giai đoạn Tân Vương quốc, trong thời kỳ Ramesside, vào thời điểm đó nó sánh ngang với đế quốc Hittite, đế quốc Assyria và đế chế Mitanni, trước khi bước vào giai đoạn dần suy yếu. Ai Cập đã bị xâm chiếm hoặc chinh phục bởi một loạt các cường quốc nước ngoài, chẳng hạn như người Canaan/Hyksos, Lybia, người Nubia, Assyria, Babylon, Ba Tư dưới triều đại Achaemenid, và người Macedonia trong Thời kỳ Chuyển tiếp thứ Ba và cuối thời kỳ Ai Cập cổ đại. Sau khi Alexander Đại Đế qua đời, một trong những tướng lĩnh của ông, Ptolemaios I Soter, đã tuyên bố ông là một vị vua mới của Ai Cập. Triều đại Ptolemaios gốc Hy Lạp này đã cai trị Ai Cập cho đến năm 30 TCN khi nó rơi vào tay đế quốc La Mã và trở thành một tỉnh La Mã.
Sự thành công của nền văn minh Ai Cập cổ đại một phần đến từ khả năng thích ứng của nó với các điều kiện của thung lũng sông Nile cho sản xuất nông nghiệp. Từ việc có thể dự đoán trước lũ lụt và việc điều tiết thủy lợi ở khu vực thung lũng màu mỡ đã tạo ra nhiều nông sản dư thừa, giúp nuôi dưỡng một lượng dân số đông hơn, tạo điều kiện phát triển xã hội và văn hóa. Với việc có nhiều nguồn lực dư thừa, nhà nước đã tập trung vào việc khai thác khoáng sản ở các thung lũng và các khu vực sa mạc xung quanh, cũng như việc sớm phát triển một hệ thống chữ viết độc lập, tổ chức xây dựng tập thể và các dự án nông nghiệp, thương mại với khu vực xung quanh, và xây dựng một đội quân nhằm mục đích đánh bại kẻ thù nước ngoài và khẳng định sự thống trị của Ai Cập. Thúc đẩy và tổ chức những hoạt động này là một bộ máy quan lại gồm các ký lục ưu tú, những nhà lãnh đạo tôn giáo, và các quan lại dưới sự kiểm soát của một pharaoh, người đảm bảo sự hợp tác và đoàn kết của toàn thể người dân Ai Cập dưới một hệ thống tín điều tôn giáo tinh vi.
Những thành tựu của người Ai Cập cổ đại bao gồm khai thác đá, khảo sát và kỹ thuật xây dựng hỗ trợ cho việc xây dựng các công trình kim tự tháp, đền thờ, và cột tháp tưởng niệm; một hệ thống toán học, một hệ thống thực hành y học hiệu quả, hệ thống thủy lợi và kỹ thuật sản xuất nông nghiệp, những tàu thủy đầu tiên được biết đến trên thế giới, công nghệ gốm sứ và thủy tinh của Ai Cập, những thể loại văn học mới, và các hiệp ước hòa bình được biết đến sớm nhất, được ký kết với người Hittite. Ai Cập đã để lại một di sản lâu dài. Nghệ thuật và kiến trúc của nó đã được sao chép rộng rãi, và các cổ vật của nó còn được đưa tới khắp mọi nơi trên thế giới. Những tàn tích hùng vĩ của nó đã truyền cảm hứng cho trí tưởng tượng của du khách và các nhà văn trong nhiều thế kỷ. Sự quan tâm mới hình thành dành cho những cổ vật và các cuộc khai quật trong thời kỳ cận đại ở châu Âu và Ai Cập dẫn đến việc khai sinh ra ngành Ai Cập học để nghiên cứu nền văn minh Ai Cập và một sự đánh giá đúng đắn hơn đối với di sản văn hóa của nó.

## Lịch sử qua các thời kì

Bản đồ Ai Cập cổ đại, cho thấy các thành phố chính và các vị trí của thời kỳ triều đại (khoảng năm 3150 TCN tới năm 30 TCN)

Sông Nile luôn là huyết mạch của khu vực này trong phần lớn chiều dài lịch sử. Các đồng bằng màu mỡ của sông Nile đã cho con người cơ hội để phát triển một nền kinh tế nông nghiệp định canh và tạo nên một xã hội tập trung, tinh vi hơn trở thành nền tảng trong lịch sử văn minh của con người. Những người du mục săn bắn hái lượm hiện đại bắt đầu sinh sống trong khu vực thung lũng sông Nile vào cuối giai đoạn Trung kỳ Pleistocen khoảng 120.000 năm trước. Vào cuối thời kỳ đồ đá cũ, khí hậu khô hạn của Bắc Phi ngày càng trở nên nóng và khô hơn, buộc cư dân của khu vực này tập trung về dọc theo lưu vực sông.

### Thời kỳ Tiền triều đại
Trong thời kỳ Tiền triều đại và Sơ kỳ, khí hậu Ai Cập ít khô cằn hơn ngày nay. Một vùng rộng lớn của Ai Cập đã được bao phủ bởi những đồng cỏ xavan và những đàn động vật ăn cỏ. Hệ động thực vật từng phong phú hơn nhiều ở mọi hệ sinh thái và lưu vực sông Nile cung cấp những quần thể chim lớn. Săn bắn từng phổ biến ở Ai Cập, và đây cũng là thời kỳ nhiều loài động vật lần đầu tiên được thuần hóa.
Đến khoảng 5500 TCN, các bộ lạc nhỏ sống trong thung lũng sông Nile đã phát triển thành một loạt các nền văn hóa có khả năng làm chủ được trồng trọt và chăn nuôi, và có thể nhận biết được thông qua đồ gốm và các vật dụng cá nhân, chẳng hạn như lược, vòng đeo tay, và chuỗi hạt. Lớn nhất trong số những nền văn hóa sớm ở miền thượng (phía Nam) Ai Cập là Badari, mà có lẽ có nguồn gốc từ sa mạc phía Tây; nó từng nổi tiếng với đồ gốm chất lượng cao, công cụ bằng đá, và việc sử dụng đồng.

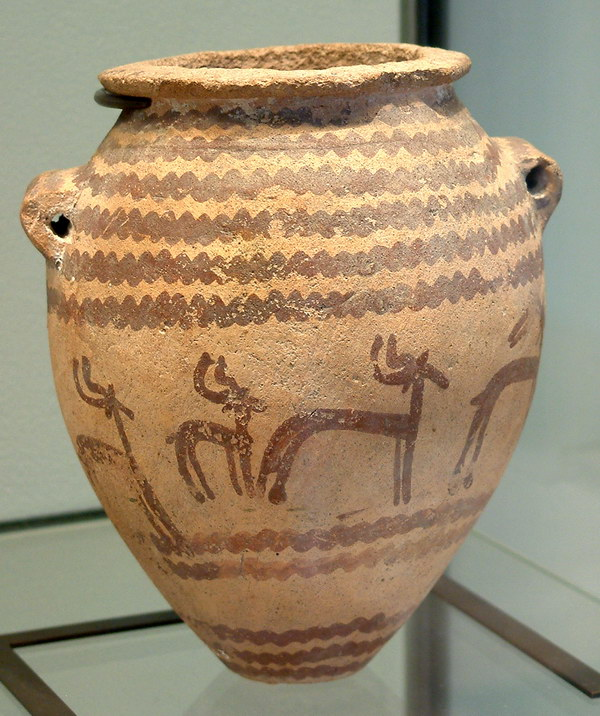
Một chiếc vại kiểu Naqada II được trang trí với hình ảnh linh dương gazen. (Thời kỳ Tiền triều đại)

Tiếp theo sau nền văn hóa Badari là các nền văn hóa Amra (Naqada I) và Gerzeh (Naqada II), với một số cải tiến về công nghệ. Ngay từ thời kỳ Naqada I, người Ai Cập tiền triều đại đã nhập khẩu đá vỏ chai từ Ethiopia, được sử dụng để tạo nên các lưỡi dao và các vật dụng khác từ các mảnh đá. Trong thời kỳ Naqada II, đã xuất hiện các bằng chứng về sự tiếp xúc ban đầu với vùng Cận Đông, đặc biệt là Canaan và bờ biển Byblos. Trong một khoảng thời gian khoảng 1.000 năm, các nền văn hóa Naqada đã phát triển từ một vài cộng đồng nông nghiệp nhỏ thành một nền văn minh hùng mạnh trong đó các nhà lãnh đạo đã kiểm soát hoàn toàn người dân và các nguồn tài nguyên ở thung lũng sông Nile. Thiết lập nên trung tâm quyền lực tại Hierakonpolis, và sau đó tại Abydos, những nhà lãnh đạo Naqada III đã mở rộng quyền kiểm soát của họ về phía bắc Ai Cập dọc theo sông Nile. Họ cũng đã giao thương với Nubia ở phía nam, các ốc đảo sa mạc phía tây, và với các nền văn hóa miền đông Địa Trung Hải và Cận Đông. Những đồ tạo tác tại nghĩa địa hoàng gia Nubia thuộc Qustul mang những biểu tượng cổ xưa nhất được biết đến của các triều đại của Ai Cập, như vương miện màu trắng của Ai Cập và chim ưng.
Nền văn hóa Naqada đã tạo ra nhiều dạng của cải vật chất khác nhau, phản ánh sức mạnh ngày càng tăng và sự giàu có của tầng lớp thượng lưu, cũng như các đồ dùng cá nhân, trong đó bao gồm lược, những bức tượng nhỏ, gốm màu, bình đá có họa tiết chất lượng cao, phiến đá để chế tạo mỹ phẩm, và đồ trang sức làm bằng vàng, lapis, ngà voi. Họ cũng phát triển một dạng gốm tráng men được gọi là đồ sứ, được sử dụng tới tận thời kỳ La Mã để trang trí ly, bùa hộ mệnh, và các bức tượng nhỏ. Trong giai đoạn cuối cùng của thời kỳ tiền triều đại, văn hóa Naqada bắt đầu sử dụng các ký hiệu viết mà về sau phát triển thành một hệ thống chữ tượng hình hoàn chỉnh để ghi lại ngôn ngữ Ai Cập cổ đại.

### Giai đoạn Tảo vương quốc (khoảng 3150 TCN - 2686 TCN)

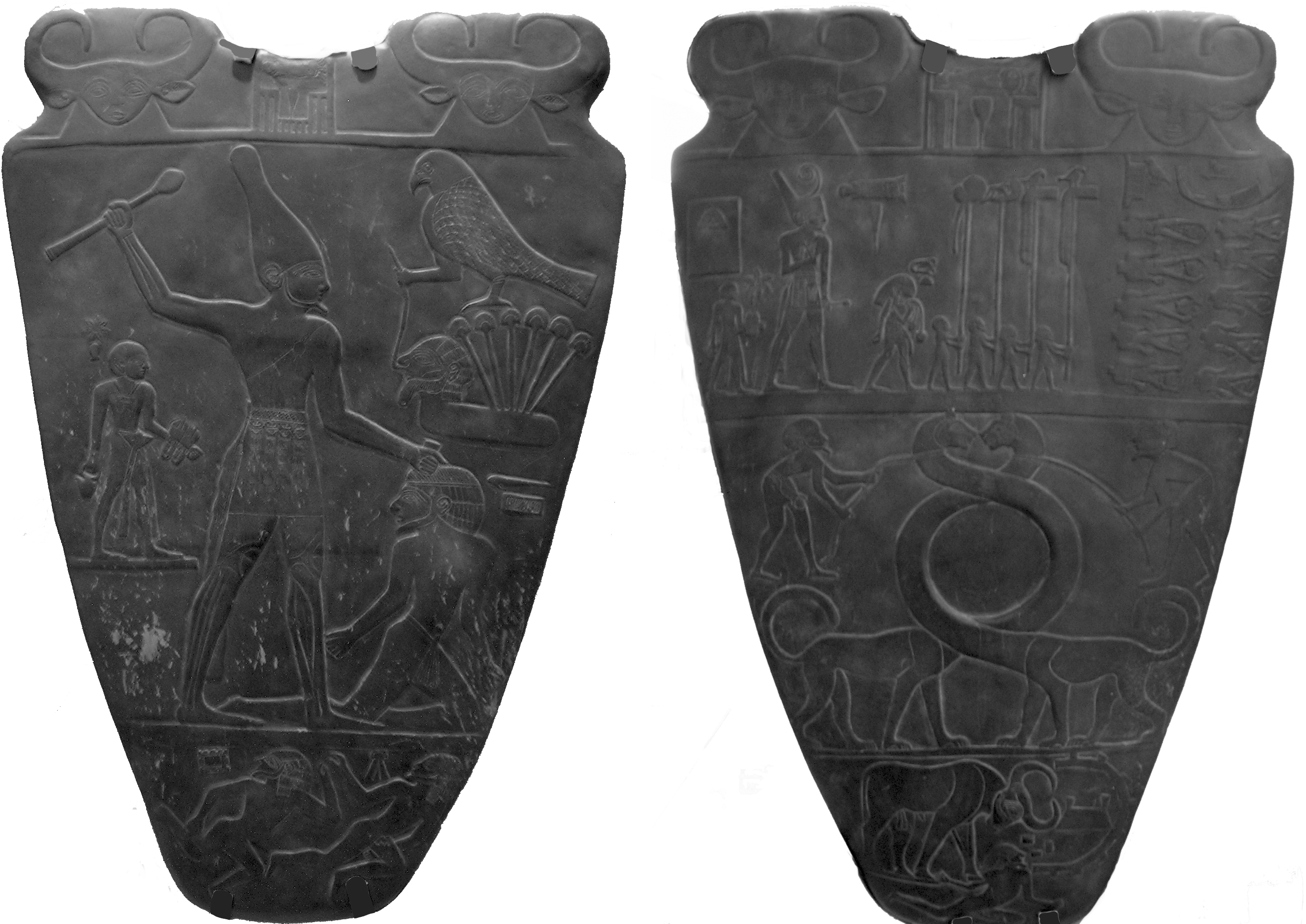
Tấm bảng Narmer miêu tả sự thống nhất của Hai Vùng Đất.

Giai đoạn Tảo vương quốc xấp xỉ tương đương với giai đoạn đầu của nền văn minh Sumer-Akkad ở Mesopotamia và văn minh Elam cổ. Một tư tế người Ai Cập vào thế kỷ thứ III TCN có tên là Manetho đã tập hợp phả hệ các pharaon từ Menes đến thời đại của ông và chia thành 30 triều đại, tạo thành một hệ thống vẫn được sử dụng cho tới ngày nay. Ông đã bắt đầu lịch sử chính thức của mình với vị vua tên là "Meni" (hoặc Menes trong tiếng Hy Lạp), người được cho là đã thống nhất cả hai vương quốc của Thượng và Hạ Ai Cập (khoảng năm 3100 trước Công nguyên).
Sự chuyển biến sang một nhà nước thống nhất xảy ra từ từ hơn cách các học giả Ai Cập trình bày, và ngày nay không còn lưu lại bất cứ ghi chép đương thời nào về Menes. Một số học giả hiện nay tin rằng vị vua Menes thần thoại này có thể là Pharaon Narmer, người được mô tả trong sắc phục hoàng gia trên bảng đá kỉ niệm của ông ta, Bảng đá Narmer, với một hành động biểu tượng cho sự thống nhất. Trong giai đoạn sơ kỳ triều đại khoảng năm 3150 trước Công nguyên, vị vua đầu tiên đã củng cố quyền kiểm soát đối với Hạ Ai Cập bằng cách thiết lập kinh đô tại Memphis, từ đó ông ta có thể kiểm soát nguồn lao động và nông nghiệp của vùng đồng bằng màu mỡ, cũng như các tuyến đường thương mại béo bở trọng yếu tới khu vực Levant. Sự gia tăng quyền lực và sự giàu có của các vị vua trong giai đoạn sơ kỳ triều đại đã được phản ánh thông qua các ngôi mộ được xây dựng công phu của họ và các kiến trúc thờ cúng mai táng tại Abydos, được sử dụng để ca tụng vị pharaon được phong thần sau khi ông ta qua đời. Các pharaon đã thiết lập nên một vương quyền hùng mạnh nhằm phục vụ cho việc hợp pháp hóa quyền kiểm soát nhà nước đối với đất đai, lao động và các nguồn tài nguyên thiết yếu cho sự sống còn và phát triển của nền văn minh Ai Cập cổ đại.

### Thời kỳ Cổ Vương quốc (2686 TCN –2181TCN)
Những tiến bộ lớn trong kiến trúc, nghệ thuật, và công nghệ đã xuất hiện vào thời kì Cổ Vương quốc, nó được thúc đẩy bởi năng suất nông nghiệp gia tăng có thể nhờ một chính quyền trung ương phát triển tốt. Một số thành tựu đỉnh cao của Ai Cập cổ đại, kim tự tháp Giza và Tượng nhân sư vĩ đại, đã được xây dựng trong thời Cổ Vương quốc. Dưới sự chỉ đạo của tể tướng, các quan chức nhà nước thu thuế, phối hợp các dự án thủy lợi để nâng cao năng suất cây trồng, huy động nông dân làm việc trong các dự án xây dựng, và thiết lập một hệ thống tư pháp để duy trì hòa bình và trật tự. 

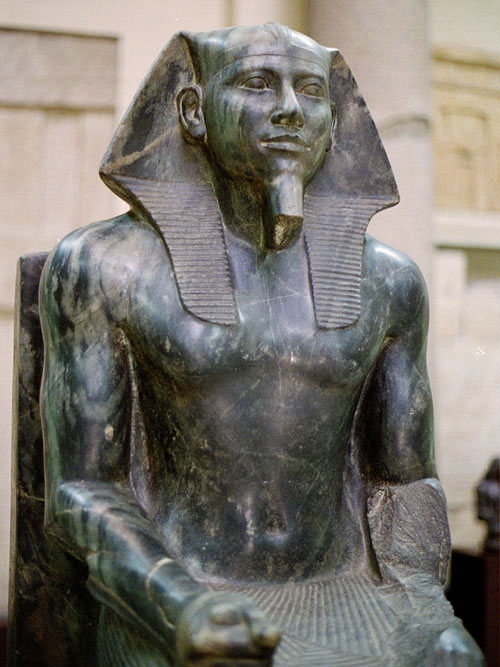
Pharaon Khafre

Cùng với tầm quan trọng ngày càng tăng của một chính quyền trung ương, đã phát sinh một tầng lớp mới bao gồm những quan ký lục có học thức và các quan chức được ban phát đất đai bởi các pharaon để đổi lại cho sự phục vụ của họ. Các pharaon cũng thực hiện ban cấp đất đai cho các giáo phái và các đền thờ địa phương để đảm bảo rằng họ có nguồn lực để thờ cúng các vị vua sau khi ông ta qua đời. Các học giả tin rằng những điều này đã làm hao mòn một cách từ từ sức mạnh kinh tế của các pharaon trong suốt 5 thế kỷ, và cuối cùng đã khiến cho nền kinh tế không còn có đủ khả năng để hỗ trợ cho một bộ máy trung ương tập quyền hùng mạnh nữa. Khi sức mạnh của các pharaon suy giảm, các thống đốc khu vực được gọi là nomarch bắt đầu thách thức uy quyền của các pharaon. Điều này cùng với nạn hạn hán nghiêm trọng từ giữa năm 2200 tới năm 2150 TCN, được coi là nguyên nhân khiến cho đất nước Ai Cập rơi vào giai đoạn kéo dài 140 năm của nạn đói và xung đột được gọi là Thời kỳ Chuyển tiếp thứ Nhất.

### Thời kỳ chuyển tiếp thứ nhất (2181–1991 TCN)
Sau khi chính quyền trung ương của Ai Cập sụp đổ vào cuối thời Cổ Vương quốc, chính quyền không còn có thể hỗ trợ hay giữ được sự ổn định cho nền kinh tế của đất nước. Thống đốc các vùng không còn có thể dựa vào nhà vua để được giúp đỡ trong thời gian khủng hoảng này, và tình trạng thiếu lương thực cùng tranh chấp chính trị leo thang gây ra nạn đói và các cuộc nội chiến quy mô nhỏ. Tuy nhiên, bất chấp những vấn đề khó khăn, các quan chức địa phương, do không cống nạp cho các pharaon, sử dụng sự độc lập mới có được để thiết lập một nền văn hóa phát triển mạnh ở các tỉnh. Một khi kiểm soát các nguồn tài nguyên của riêng mình, các tỉnh đã trở nên giàu có hơn về kinh tế, một thực tế chứng minh bằng sự chôn cất lớn hơn và tốt hơn trong tất cả các tầng lớp xã hội
Không bị ràng buộc bởi lòng trung thành của họ với pharaon, các nhà cầm quyền địa phương đã bắt đầu cạnh tranh với nhau để kiểm soát lãnh thổ và quyền lực chính trị. Khoảng năm 2160 trước Công nguyên, các vị vua ở Herakleopolis đã kiểm soát Hạ Ai Cập, trong khi một gia tộc đối thủ có căn cứ tại Thebes, gia tộc Intef, nắm quyền kiểm soát vùng Thượng Ai Cập. Vì nhà Intef mạnh hơn và bắt đầu mở rộng sự kiểm soát của họ về phía bắc, một cuộc đụng độ giữa hai triều đại đối thủ đã không thể tránh khỏi. Khoảng năm 2055 trước Công nguyên, phe Thebes dưới quyền Nebhepetre Mentuhotep II cuối cùng đã đánh bại các vị vua Herakleopolis, thống nhất hai vùng đất và mở ra một thời kỳ phục hưng kinh tế và văn hóa được gọi là thời Trung Vương quốc.

### Thời kỳ Trung Vương quốc (2134 TCN – 1690 TCN)

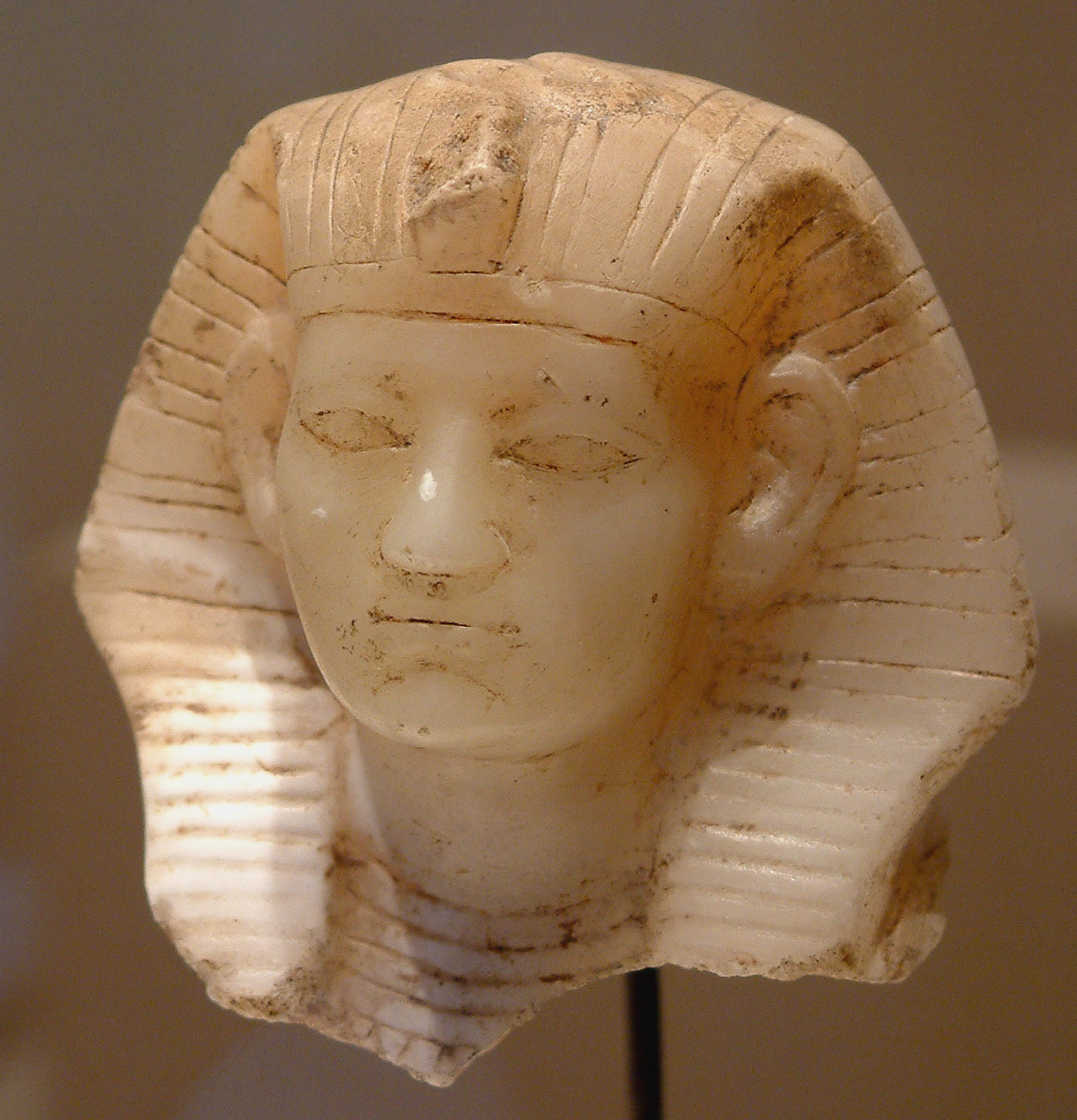
Amenemhat III, vị vua vĩ đại cuối cùng của Trung Vương quốc

Các pharaon thời Trung Vương quốc đã phục hồi sự thịnh vượng của đất nước và sự ổn định, qua đó tạo động lực cho sự hồi sinh của nghệ thuật, văn học, và các dự án xây dựng hoành tráng Mentuhotep II và các vị vua kế tục của vương triều thứ 11 cai trị từ Thebes, nhưng khi viên tể tướng Amenemhat I lên ngôi mở đầu cho triều đại thứ 12 khoảng năm 1985 trước Công nguyên, ông ta đã chuyển kinh đô của quốc gia tới thành phố Itjtawy nằm trong ốc đảo Faiyum. Từ Itjtawy, các pharaon triều đại thứ 12 đã tiến hành một chương trình cải tạo đất đai và thủy lợi nhằm tăng sản lượng nông nghiệp trong khu vực. Hơn nữa, quân đội còn tiến hành các chiến dịch quân sự tái chiếm lại vùng lãnh thổ Nubia vốn giàu các mỏ đá và mỏ vàng, trong khi người dân xây dựng một công trình phòng thủ ở phía đông vùng đồng bằng châu thổ, được gọi là "Trường thành của nhà vua", để bảo vệ vùng đất này khỏi các cuộc tấn công đến từ bên ngoài.
Với việc các vị vua sau khi củng cố được bộ máy quân sự và chính quyền cùng với sự giàu có đến từ nông nghiệp và khoáng sản, dân số của đất nước, nghệ thuật và tôn giáo đã phát triển mạnh mẽ. Trái ngược với quan điểm ưu đẳng đối với các vị thần thời Cổ Vương quốc, thời kỳ Trung Vương quốc đã diễn ra một quá trình gia tăng những biểu hiện của đạo đức cá nhân và những gì có thể được gọi là dân chủ hóa của thế giới bên kia, trong đó tất cả mọi người sở hữu một linh hồn và có thể được chào đón ở thế giới các vị thần sau khi qua đời. Văn học thời Trung Vương quốc mang đặc trưng là các chủ đề phức tạp với các nhân vật được thể hiện với sự tự tin, và phong cách hùng hồn. Phù điêu và các bức tác phẩm điêu khắc chân dung của thời kỳ này mang sự tinh tế, các chi tiết mang tính cá nhân đạt đến tầm cao mới với kỹ thuật hoàn hảo.
Vị vua vĩ đại cuối cùng của thời kỳ Trung Vương quốc, Amenemhat III, đã cho phép những người châu Á định cư trong khu vực đồng bằng để cung cấp một lực lượng lao động đủ để cho việc khai thác mỏ và đặc biệt là các công trình xây dựng của ông. Tuy nhiên các hoạt động xây dựng và khai thác mỏ đầy tham vọng, kết hợp với lũ lụt nghiêm trọng của sông Nile dưới triều đại của ông sau này đã gây nên căng thẳng kinh tế và dẫn đến sự suy yếu dần dần trong thời kỳ chuyển tiếp thứ hai dưới triều đại thứ mười ba và mười bốn sau này. Trong giai đoạn suy yếu này, những người định cư Canaan bắt đầu nắm quyền kiểm soát khu vực đồng bằng châu thổ, cuối cùng thì họ chiếm lấy quyền lực ở Ai Cập và được biết đến với tên gọi là người Hyksos.

### Thời kỳ chuyển tiếp thứ hai (1674 TCN – 1549 TCN) và người Hyksos
Khoảng năm 1785 trước Công nguyên, khi mà sức mạnh của các vị vua thời Trung Vương quốc suy yếu, những cư dân châu Á sinh sống tại thành Avaris ở miền đông đồng bằng châu thổ đã nắm quyền kiểm soát khu vực và buộc chính quyền trung ương phải rút lui về Thebes, nơi các vị vua bị coi là một chư hầu và đặc biệt là phải cống nạp. Người Hyksos ("Các vị vua ngoại quốc") bắt chước mô hình của chính quyền Ai Cập và tự miêu tả mình là pharaon, do đó tích hợp các yếu tố Ai Cập vào nền văn hóa thời đại đồ đồng của họ. Họ và những dân tộc Semite xâm lược khác đã giới thiệu những công cụ chiến tranh mới tới Ai Cập, đáng kể nhất là loại cung hỗn hợp và chiến xa.

Lãnh thổ cực đại của Ai Cập (Thế kỷ XV TCN)

Sau khi rút lui về phía nam, các vị vua Thebes nhận thấy rằng bản thân họ bị mắc kẹt giữa người Hyksos ở phía bắc và đồng minh Nubia của người Hyksos, người Kush. Sau nhiều năm không động tĩnh, Thebes đã tập hợp đủ sức mạnh để có thể thách thức người Hyksos trong một cuộc chiến sau đó kéo dài hơn 30 năm, cho đến năm 1555 trước Công nguyên Các vị Pharaon Seqenenre Tao II và Kamose cuối cùng đã có thể đánh bại người Nubia, nhưng phải tới khi người kế vị của Kamose là Ahmose I lên ngôi, họ mới thành công trong việc tiến hành một loạt các chiến dịch vĩnh viễn loại trừ sự hiện diện của dân Hyksos ở Ai Cập. Vào thời kỳ Tân Vương quốc sau đó, quân đội đã trở thành một ưu tiên trung tâm cho các pharaon trong việc tìm cách mở rộng biên giới của Ai Cập và bảo đảm sự thống trị của họ ở vùng Cận Đông 

### Thời kỳ Tân Vương quốc (1549 TCN – 1069 TCN)
Các vị pharaon thời Tân Vương quốc đã thiết lập nên một thời kỳ thịnh vượng chưa từng có bằng cách củng cố chắc chắn biên giới của họ và tăng cường quan hệ ngoại giao với các nước láng giềng, bao gồm cả đế quốc Mitanni, Assyria, và Canaan. Các chiến dịch quân sự được tiến hành dưới triều đại Tuthmosis I và cháu trai của ông Tuthmosis III đã tạo nên một đế quốc Ai Cập lớn chưa từng thấy. Vào giai đoạn giữa triều đại của họ, Hatshepsut đã thúc đẩy hòa bình và khôi phục lại các tuyến đường thương mại bị gián đoạn trong thời kỳ người Hyksos cai trị, cũng như mở rộng tới các vùng đất mới. Khi Tuthmosis III qua đời năm 1425 TCN, Ai Cập đã có một đế chế trải dài từ Niya ở tây bắc Syria tới tận thác thứ tư của sông Nile ở Nubia.
Các vị pharaon thời kỳ này đã bắt đầu một chiến dịch xây dựng quy mô lớn để tôn vinh thần Amun, vị thần được thờ cúng tại Karnak. Họ cũng xây dựng những tượng đài để vinh danh những thành tựu của mình, cả trong thực tế và tưởng tượng. Ngôi đền Karnak là ngôi đền Ai Cập lớn nhất từng được xây dựng. Hatshepsut cũng đã sử dụng cường điệu tương tự và tạo nên sự huy hoàng trong suốt triều đại của gần hai mươi năm của bà. Triều đại của bà đã rất thành công, nó được đánh dấu bởi một thời gian dài hòa bình và các công trình xây dựng giàu có, các cuộc thám hiểm thương mai tới Punt, khôi phục lại mạng lưới thương mại nước ngoài và các dự án xây dựng lớn, trong đó có một ngôi đền mai táng thanh lịch sánh ngang với các kiến trúc Hy Lạp của một ngàn năm sau đó, một cặp cột tháp tưởng niệm khổng lồ, và một nhà nguyện tại Karnak. Bất chấp những thành tựu này của bà, Amenhotep II, vị vua kế vị của Tuthmosis III, đã tìm cách xóa bỏ di sản của bà vào giai đoạn gần cuối triều đại của cha ông và trong suốt triều đại của ông. Ông cũng đã cố gắng để thay đổi nhiều truyền thống đã được thiết lập và phát triển qua nhiều thế kỷ, mà một số được cho là một nỗ lực vô ích nhằm ngăn chặn những người phụ nữ khác trở thành pharaon và hạn chế ảnh hưởng của họ trong vương quốc.

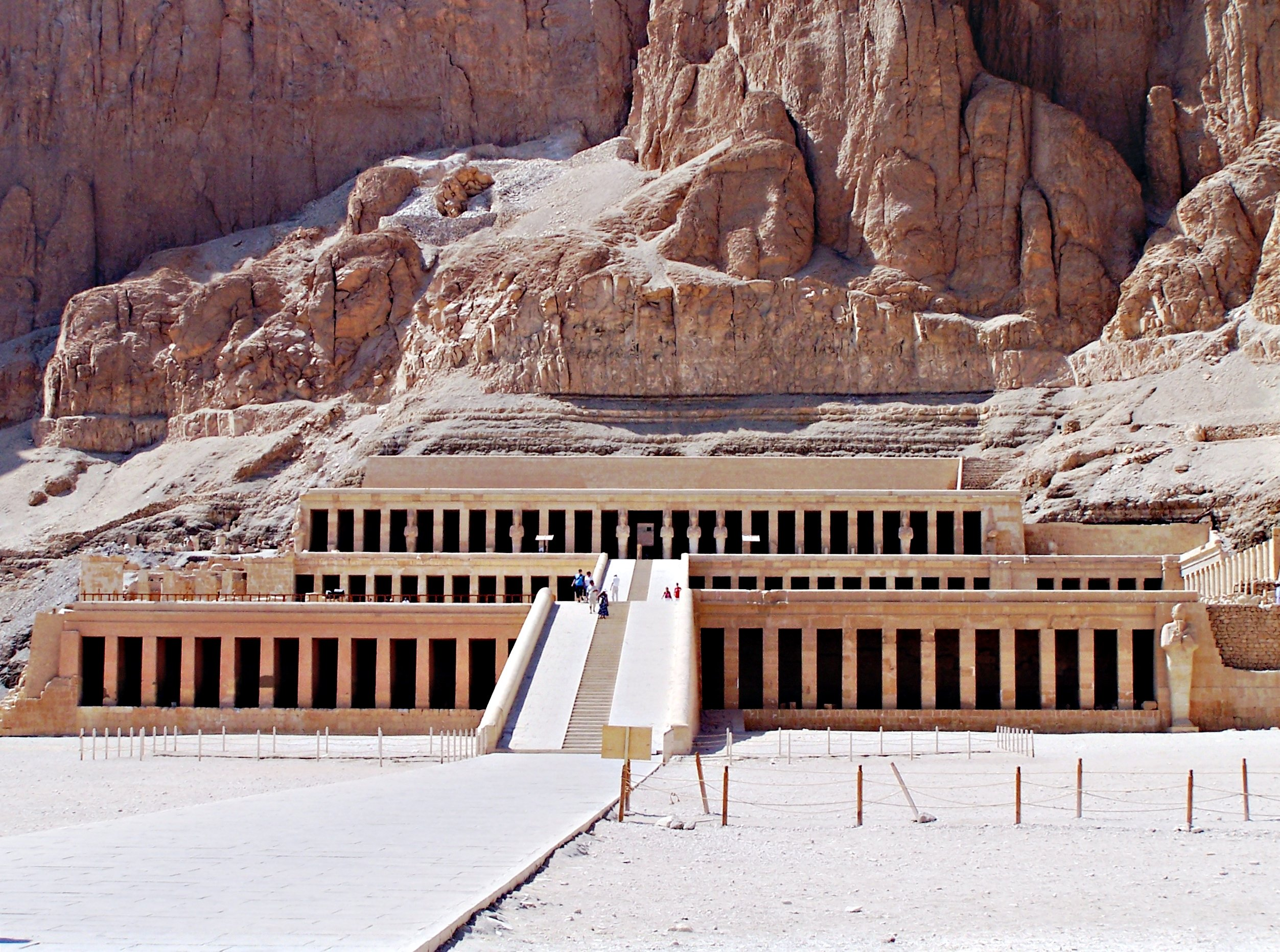
Djeser-Djeseru là công trình chính của tổ hợp đền thờ lăng mộ Pharaon Hatshepsut tại Deir el-Bahri, tòa nhà này là một ví dụ hoàn hảo cho kiến trúc cân xứng, xuất hiện sớm hơn cả đền Parthenon một nghìn năm.

Khoảng năm 1350 TCN, sự ổn định của Tân Vương quốc dường như đã bị đe dọa một lần nữa khi Amenhotep IV lên ngôi và tiến hành một loạt các cải cách triệt để và hỗn loạn. Ông đã đổi tên thành Akhenaten, và đưa vị thần mặt trời trước đó ít người biết đến là Aten trở thành vị thần tối cao, ngăn cấm hầu hết các vị thần khác, và tấn công vào quyền lực của các giáo sĩ Amun ở Thebes, những người mà ông xem là tham nhũng. Di chuyển kinh đô tới thành phố mới Akhetaten (ngày nay là Amarna), Akhenaten đã bỏ ngoài tai các sự kiện đang diễn ra ở vùng Cận Đông (nơi người Hittite, Mitanni và Assyria đang tranh giành quyền kiểm soát). Ông đã dành toàn lực cho tôn giáo mới của mình và phong cách nghệ thuật. Sau khi ông qua đời, sự thờ cúng thần Aten đã nhanh chóng bị từ bỏ và các giáo sĩ của Amun sớm giành lại được quyền lực và trở lại kinh đô Thebes. Dưới ảnh hưởng của họ, các pharaon như Tutankhamun, Ay và Horemheb sau đó đã tiến hành xóa bỏ tất cả những gì đề cập đến vị vua Akhenaten, mà ngày nay được gọi là thời kỳ Amarna.

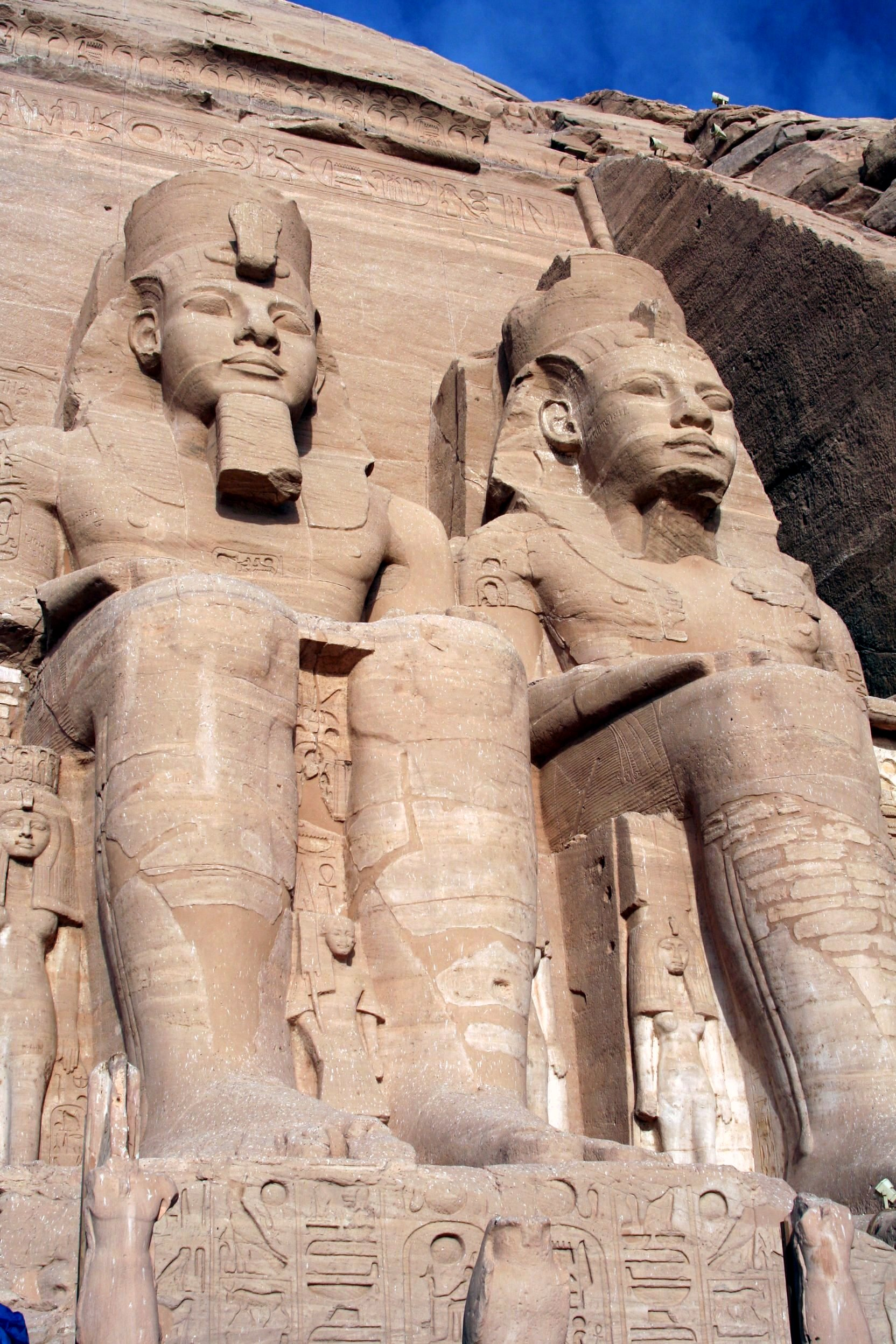
Bốn bức tượng khổng lồ của Pharaon Ramesses II án ngữ bên cạnh lối vào ngôi đền Abu Simbel.

Khoảng năm 1279 TCN, Ramesses II, còn được gọi là Ramesses Đại đế, lên ngôi vua và ông tiếp tục cho xây dựng nhiều ngôi đền cùng với nhiều bức tượng và tháp bia tưởng niệm khác, ông cũng là vị pharaon có nhiều con trai nhất trong lịch sử. Ông còn là một nhà lãnh đạo quân sự táo bạo, Ramesses II đã lãnh đạo quân đội của ông chống lại người Hittite trong trận Kadesh (tại Syria ngày nay) và sau một cuộc chiến tranh bất phân thắng bại, cuối cùng hai bên đã đồng ý ký kết hiệp ước hòa bình đầu tiên được ghi nhận, khoảng năm 1258 TCN. Với việc cả người Ai Cập và Hittite đều không thể chiếm được ưu thế hơn đối thủ và cả hai cường quốc cũng đều sợ hãi sự bành trướng của đế quốc Trung Assyria, Ai Cập sau đó đã rút khỏi nhiều vùng ở Cận Đông. Do đó người Hittite đã phải đơn độc chống đỡ với người Assyria hùng mạnh và người Phrygia mới đến.
Tuy nhiên sự giàu có của Ai Cập đã khiến cho nó trở thành một mục tiêu hấp dẫn cho các cuộc xâm lược, đặc biệt bởi người Berber Libya từ phía tây, và các dân tộc vùng biển, được cho là một liên minh của những người đi biển đến từ Aegea. Ban đầu, quân đội đã có thể đẩy lùi các cuộc xâm lược, nhưng cuối cùng Ai Cập đã đánh mất quyền kiểm soát các vùng lãnh thổ còn lại của mình ở miền nam Caanan, phần lớn rơi vào tay của người Assyria. Những ảnh hưởng từ các mối đe dọa bên ngoài còn trở nên trầm trọng hơn bởi các vấn đề nội bộ như tham nhũng, nạn cướp mộ, và tình trạng xã hội bất ổn. Sau khi giành lại quyền lực của mình, các đại tư tế Amun ở Thebes đã nắm trong tay những vùng đất rộng lớn và giàu có, và mở rộng quyền lực của họ ra khắp đất nước trong thời kỳ chuyển tiếp thứ ba.

### Thời kỳ chuyển tiếp thứ ba (1069 TCN – 653 TCN)
Sau khi Ramesses XI qua đời trong năm 1078 TCN, Smendes đã trở thành pharaon cai trị phần phía bắc của Ai Cập, đóng đô ở thành phố Tanis. Miền nam thì lại nằm dưới sự kiểm soát một cách hiệu quả của các đại tư tế Amun ở Thebes, họ chỉ công nhận Smendes trên danh nghĩa. Trong thời gian này, các bộ lạc Berber đến từ Libya đã bắt đầu định cư ở vùng đồng bằng châu thổ phía tây, và tù trưởng của những người định cư đã bắt đầu gia tăng quyền tự chủ của họ. Các hoàng tử Libya này bắt đầu nắm quyền kiểm soát vùng đồng bằng châu thổ dưới thời Shoshenq I vào năm 945 TCN, thiết lập nên triều đại Libya của người Berber, hoặc triều đại Bubastite, cai trị trong khoảng 200 năm. Shoshenq cũng giành quyền kiểm soát miền nam Ai Cập bằng cách đưa các thành viên thuộc hoàng gia nắm giữ các vị trí tư tế quan trọng.
Vào giữa thế kỷ IX TCN, Ai Cập đã tiến hành một nỗ lực bất thành nhằm giành lại địa vị xưa kia ở Tây Á một lần nữa. Pharaon Osorkon II của Ai Cập, cùng với một liên minh lớn bao gồm nhiều quốc gia và dân tộc khác trong đó có người Ba Tư, Israel, Hamath, Phoenicia / Caana, người Ả Rập, người Aramea, và Tân Hittite, tham gia vào trận Karkar chống lại vị vua Assyria hùng mạnh Shalmaneser III diễn ra trong năm 853 TCN. Tuy nhiên, liên minh này đã thất bại và đế quốc Tân Assyria tiếp tục thống trị Tây Á.
Sự cai trị của người Berber Libya bắt đầu suy yếu bắt đầu khi xuất hiện một triều đại đối thủ ở Leontopolis thuộc khu vực đồng bằng châu thổ. Ngoài ra, người Nubia của Kush cũng đe dọa Ai Cập từ các vùng đất phía Nam.

Suốt năm 730 TCN, người Libya từ phía tây đã bức đổ nền thống nhất chính trị của vương quốc

Trải qua hàng thiên niên kỷ tương tác (thương mại, tiếp xúc văn hóa, chiếm đóng, đồng hóa, và chiến tranh ) với Ai Cập, vị vua Piye của người Kush xuất phát từ kinh đô Napata ở Nubia của ông và tiến đánh Ai Cập khoảng năm 727 TCN. Piye dễ dàng chiếm được Thebes và cuối cùng là khu vực đồng bằng sông Nile. Ông đã cho ghi lại quá trình này trên tấm bia chiến thắng của mình. Piye sau đó thiết lập nên triều đại thứ 25, để thống nhất lại "Hai vùng đất" của miền Bắc và miền Nam Ai Cập. Đế chế thung lũng sông Nile một lần nữa lại trở nên rộng lớn như thơi Tân Vương quốc.
Triều đại thứ 25 đã mở ra một thời kỳ phục hưng cho Ai Cập cổ đại. Tôn giáo, nghệ thuật, kiến trúc đã được khôi phục lại vẻ huy hoàng như thời Cổ, Trung, và Tân Vương quốc. Các pharaon chẳng hạn như Taharqa, đã cho xây dựng hoặc phục hồi lại các đền thờ và tượng đài khắp toàn bộ khu vực thung lũng sông Nile, bao gồm cả ở Memphis, Karnak, Kawa, Jebel Barkal, vv  Triều đại thứ 25 cũng là triều đại đầu tiên cho xây dựng nhiều kim tự tháp (phần lớn nằm tại Sudan ngày nay) ở thung lũng Nile kể từ thời Trung Vương quốc.
Piye đã tiến hành nhiều nỗ lực để mở rộng ảnh hưởng của Ai Cập ở vùng Cận Đông, vốn đang nằm dưới sự kiểm soát của Assyria, nhưng đều không thành công. Năm 720 TCN, ông phái một đội quân đến hỗ trợ của một cuộc khởi nghĩa chống lại Assyria, đang xảy ra tại Philistia và Gaza. Tuy nhiên, Piye đã bị Sargon II đánh bại và cuộc khởi nghĩa bị đàn áp. Năm 711 TCN, Piye lại ủng hộ một cuộc khởi nghĩa khác của người Do Thái ở Ashdod chống lại người Assyria và lại một lần nữa bị đánh bại bởi vua Assyria Sargon II. Sau đó, Piye đã buộc phải từ bỏ vùng Cận Đông.
Từ thế kỷ X TCN trở đi, Assyria đã tiến hành các cuộc chiến tranh nhằm kiểm soát miền Nam Levant. Các thành phố và các vương quốc miền nam Cận Đông thường xuyên kêu gọi Ai Cập trợ giúp họ trong cuộc chiến chống lại quân đội Assyria hùng mạnh. Taharqa đã đạt được một số thành công bước đầu trong nỗ lực nhằm giành lại một chỗ đứng ở Cận Đông. Taharqa đã trợ giúp cho vua Judea Hezekiah khi Hezekiah và Jerusalem bị vua Assyria, Sennacherib, vây hãm. Các học giả đã không đi đến thống nhất với nhau về lý do chính khiến cho người Assyria từ bỏ cuộc vây hãm Jerusalem của họ. Có thể nguyên nhân khiến cho người Assyria tránh một cuộc chiến với đội quân can thiệp Ai Cập / Kush có thể là do dịch bệnh hoành hành. Henry Aubin lại lập luận rằng quân đội Kush / Ai Cập đã cứu thoát Jerusalem khỏi tay người Assyria và ngăn cản người Assyria quay trở lại đánh chiếm Jerusalem suốt phần đời còn lại của Sennacherib (20 năm). Tuy nhiên biên niên sử của Senacherib khẳng định rằng Judea đã được buộc vào cống nạp.
Sennacherib sau đó đã bị những người con trai của mình sát hại bởi vì ông ta đã phá hủy thành phố Babylon nổi loạn, một thành phố thiêng liêng đối với toàn bộ người dân Mesopotamia, bao gồm cả Assyria. Năm 674 TCN, Esarhaddon tiến hành một cuộc xâm lược mở đầu vào Ai Cập, tuy nhiên nỗ lực này đã bị Taharqa đẩy lùi. Tuy nhiên, vào năm 671 TCN, Esarhaddon đã phát động một cuộc xâm lược toàn diện. Một phần quân đội của ông ta đã lưu lại để đối phó với các cuộc khởi nghĩa ở Phoenicia, và Israel. Phần còn lại tiến về phía nam tới Rapihu, rồi băng qua Sinai, và tiến vào Ai Cập. Esarhaddon giành một chiến thắng quyết định trước Taharqa, rồi chiếm lấy Memphis, Thebes và tất cả các thành phố lớn của Ai Cập, còn Taharqa bị đánh đuổi trở lại quê hương Nubia của ông. Esarhaddon lúc bây giờ tự gọi bản thân ông ta là "vua của Ai Cập, Patros, và Kush", và trở về với một lượng lớn chiến lợi phẩm từ các thành phố ở vùng đồng bằng; ông ta đã cho dựng lên một tấm bia chiến thắng vào thời điểm này và tiến hành một cuộc diễu hành với vị hoàng tử tù binh Ushankhuru, con trai của Taharqa ở Nineveh. Esarhaddon cho đóng một đội quân nhỏ ở miền bắc Ai Cập và mô tả cách "Tất cả người Ethiopia (cách gọi người Nubia / Kushi) đã bị ta trục xuất khỏi Ai Cập, để không còn kẻ nào không thần phục ta". Ông ta còn thiết lập các chư hầu Ai Cập bản xứ để cai trị thay mặt mình. Cuộc chinh phục của Esarhaddon đã đánh dấu sự kết thúc hoàn toàn của đế chế Kush ngắn ngủi.

Tuy nhiên, các chư hầu Ai Cập được Esarhaddon dựng lên đã không thể giữ được quyền kiểm soát toàn bộ đất nước một cách lâu dài. Hai năm sau, Taharqa quay trở lại từ Nubia và nắm quyền kiểm soát miền nam Ai Cập xa về phía bắc tới Memphis. Esarhaddon đã chuẩn bị để quay lại Ai Cập và một lần nữa để đánh đuổi Taharqa, tuy nhiên ông ta đã lâm bệnh và qua đời tại Nineveh, trước khi có thể rời Assyria. Vị vua kế vị, Ashurbanipal, đã phái một vị tướng Assyria có tên là Sha-Nabu-shu cùng với một đạo quân nhỏ, nhưng được huấn luyện tốt và đã đánh bại Taharqa tại Memphis, một lần nữa lại đánh đuổi ông ta ra khỏi Ai Cập. Taharqa qua đời ở Nubia hai năm sau đó.

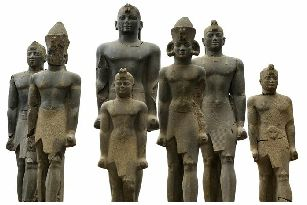
Vương triều thứ Hai mươi lăm

Vị vua kế vị ông, Tanutamun, cũng đã tiến hành một nỗ lực nhằm giành lại Ai Cập cho Nubia nhưng không thành công. Bước đầu ông đã đánh bại thành công Necho, vị vua chư hầu Ai Cập được Ashurbanipal dựng lên, chiếm lấy Thebes trong quá trình này. Assyria sau đó đã phái một đội quân lớn tiến về phía nam. Tantamani (Tanutamun) bị đánh tan tác và phải chạy trốn trở lại Nubia. Quân đội Assyria sau đó cướp phá Thebes đến mức nó không bao giờ thực sự hồi phục lại được nữa. Một vị vua bản xứ, Psammetichus I đã được đưa lên ngôi, như là một chư hầu của Ashurbanipal, và Nubia không bao giờ trở thành một mối de dọa cho cả Assyria và Ai Cập nữa.

### Thời hậu nguyên (672 TCN – 332 TCN)
Do không có kế hoạch lâu dài cho cuộc chinh phục, người Assyria tổ chức việc cai trị Ai Cập thông qua một loạt các chư hầu được biết đến như là các vị vua Saite của triều đại thứ 26. Năm 653 TCN, vua Saite Psamtik I (lợi dụng thời điểm Assyria đang tham gia vào một cuộc chiến tranh khốc liệt nhằm chinh phục Elam và chỉ có một đội quân Assyria nhỏ đóng ở Ai Cập) đã có thể giành lại độc lập cho Ai Cập thoát khỏi ách thống trị của người Assyria với sự giúp đỡ của người Lydia và lính đánh thuê Hy Lạp, những người sau đó đã được tuyển mộ để tạo thành lực lượng hải quân đầu tiên của Ai Cập. Tuy nhiên, Psamtik và những vị vua kế vị ông đã cẩn trọng trong việc duy trì quan hệ hòa bình với Assyria. Ảnh hưởng của người Hy Lạp đã mở rộng một cách đáng kể và thành phố Naukratis đã trở thành khu định cư của người Hy Lạp ở vùng đồng bằng.
Năm 609 TCN, Necho II đã tiến hành chiến tranh với Babylon, người Chaldea, người Medes và Scythia trong một nỗ lực nhằm cứu lấy Assyria, vốn vừa trải qua một cuộc nội chiến tàn khốc lại đã bị liên minh các cường quốc này giày xéo. Tuy nhiên, những nỗ lực của Ai Cập đã thất bại. Nhưng người Ai Cập lại đã trì hoãn sự can thiệp quá lâu và khi Necho II phái quân đội của ông tiến về phía bắc thì lúc đó thành Nineveh đã thất thủ và vua Sinsharishkun cũng đã tử trận. Tuy nhiên, Necho đã dễ dàng đánh bại một đội quân Israel của vua Josiah nhưng ông và người Assyria sau đó lại bại trận tại Harran trước người Babylon, Medes và người Scythia. Necho II và Ashur-uballit II của Assyria cuối cùng đã bị đánh bại tại Carchemish ở Aramea (Syria ngày nay) vào năm 605 TCN. Người Ai Cập sau dó vẫn còn tiếp tục tranh giành khu vực này trong một vài thập kỷ nữa với các vị vua Babylon như Nabopolassar và Nebuchadnezzar II để kiểm soát những vùng đất còn lại của cựu đế quốc Assyria ở Levant. Tuy nhiên, họ đã dần dần bị đẩy lùi về Ai Cập, và Nebuchadnezzar II thậm chí đã xâm lược Ai Cập vào năm 567 TCN. Triều đại của các vị vua Saite với căn cứ tại kinh đô mới ở Sais đã chứng kiến một sự hồi sinh ngắn ngủi trong nền kinh tế và văn hóa, nhưng trong năm 525 TCN, người Ba Tư hùng mạnh dưới sự chỉ huy của Cambyses II, đã bắt đầu cuộc chinh phục Ai Cập, và đã bắt sống được Pharaon Psamtik III ngay tại trận Pelusium. Cambyses II sau đó lấy tước hiệu của pharaon, nhưng lại cai trị Ai Cập từ quê nhà tại Susa ở Ba Tư (Iran ngày nay), và trao quyền cai trị Ai Cập vào tay một phó vương. Một vài cuộc khởi nghĩa nổ ra chống lại người Ba Tư vào thế kỷ thứ năm đã giành được thành công ngắn ngủi, tuy vậy Ai Cập đã không bao giờ có thể lật đổ vĩnh viễn ách thống trị của người Ba Tư.
Sau khi bị sáp nhập vào đế quốc Ba Tư, Ai Cập cùng với Síp và Phoenicia (Lebanon ngày nay) tạo thành satrap thứ sáu của Đế quốc Achaemenid. Giai đoạn đầu tiên mà người Ba Tư thống trị Ai Cập, còn được biết đến như là triều đại thứ 27, kết thúc vào năm 402 TCN, và từ năm 380-343 TCN đánh dấu triều đại Ai Cập bản địa cuối cùng, được biết đến là triều đại thứ 30, kết thúc với sự trì vì của vua Nectanebo II. Sự thống trị của người Ba Tư được phục hồi sau đó, đôi khi được gọi là triều đại thứ 31, bắt đầu từ năm 343 TCN, nhưng không lâu sau, năm 332 TCN, viên phó vương Ba Tư Mazaces đã đầu hàng và đem dâng Ai Cập cho vua Alexander Đại đế của Macedonia.

### Thời kỳ thuộc Hy Lạp

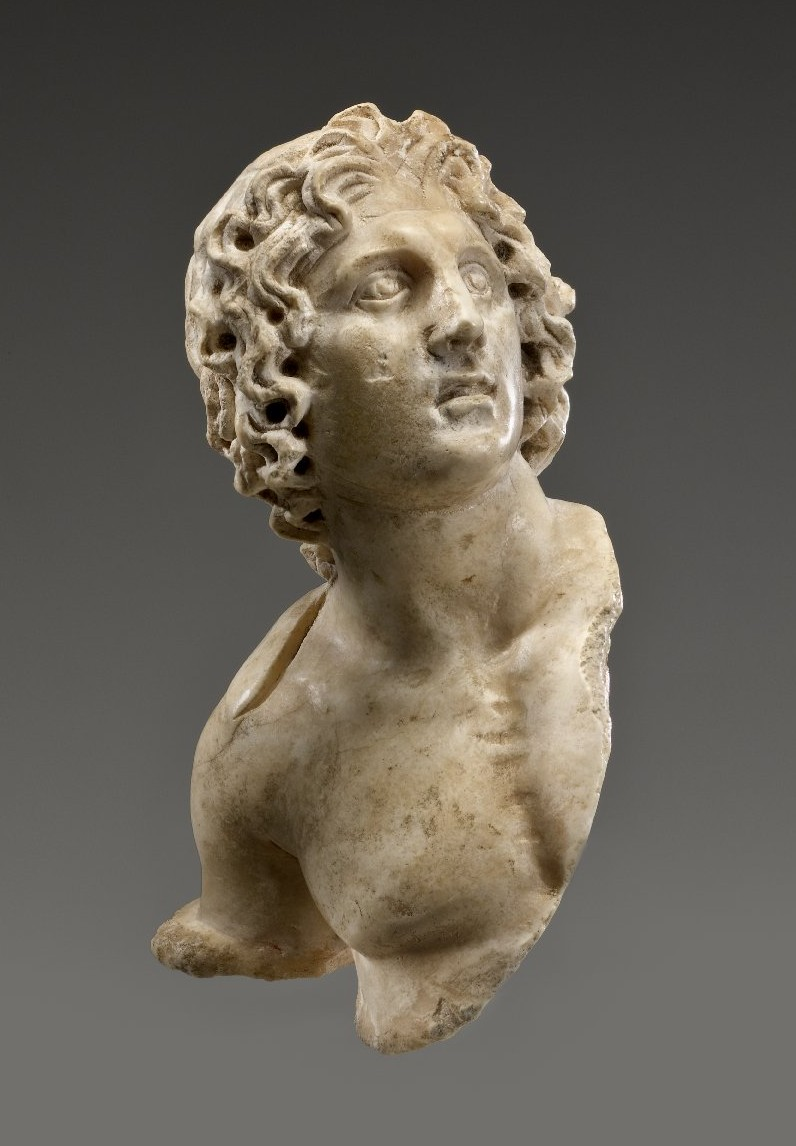
Alexander Đại đế, 100 TCN – 100 CN, 54.162, Bảo tàng Brooklyn

Năm 332 trước Công nguyên, Alexander Đại đế chinh phục Ai Cập mà không gặp phải sự kháng cự đáng kể nào từ đế chế Ba Tư và được người Ai Cập chào đón như là người giải phóng. Chính quyền được những người kế tục Alexander thành lập, triều đại Ptolemaios của Macedonia, dựa trên một mô hình của Ai Cập và trung tâm đặt tại kinh đô mới Alexandria. Thành phố đã trở thành một trung tâm về học thuật và văn hóa, với thư viện Alexandria nổi tiếng. Ngọn hải đăng Alexandria đã thắp sáng chỉ đường cho những con thuyền mà mang đến sự phồn vinh về thương mại cho thành phố.
Văn hóa Hy Lạp đã không thay thế văn hóa Ai Cập bản địa, bởi vì nhà Ptolemaios đã ủng hộ những truyền thống lâu đời nhằm đảm bảo sự trung thành của dân chúng. Họ đã xây dựng những ngôi đền mới theo phong cách Ai Cập, ủng hộ tôn giáo truyền thống, và miêu tả bản thân là pharaon. Một số truyền thống đã hợp nhất với nhau, ví dụ như các vị thần Hy Lạp và Ai Cập đã hợp nhất với nhau thành các vị thần được thờ phụng chung, như Serapis, và các hình mẫu cổ điển của nghệ thuật điêu khắc Hy Lạp đã chịu ảnh hưởng từ các họa tiết truyền thống của Ai Cập. Bất chấp những nỗ lực của họ để xoa dịu người dân Ai Cập, nhà Ptolemaios đã bị thách thức bởi cuộc khởi nghĩa của cư dân bản địa, tranh chấp nội bộ, và bởi cả đông đảo cư dân Alexandria sau khi Ptolemaios IV qua đời.
Ngoài ra, bởi vì La Mã ngày càng dựa nhiều hơn vào ngũ cốc nhập khẩu từ Ai Cập, người La Mã đã dành sự quan tâm rất lớn đối với tình hình chính trị ở Ai Cập. Những cuộc khởi nghĩa của người Ai Cập tiếp tục nổ ra, các chính trị gia đầy tham vọng, và các đối thủ hùng mạnh tới từ vùng Cận Đông càng làm cho tình hình trở nên mất ổn định, dẫn đến việc Rome phái quân đến bảo vệ Ai Cập như là một tỉnh thuộc đế chế.

### Thời kì thuộc La Mã

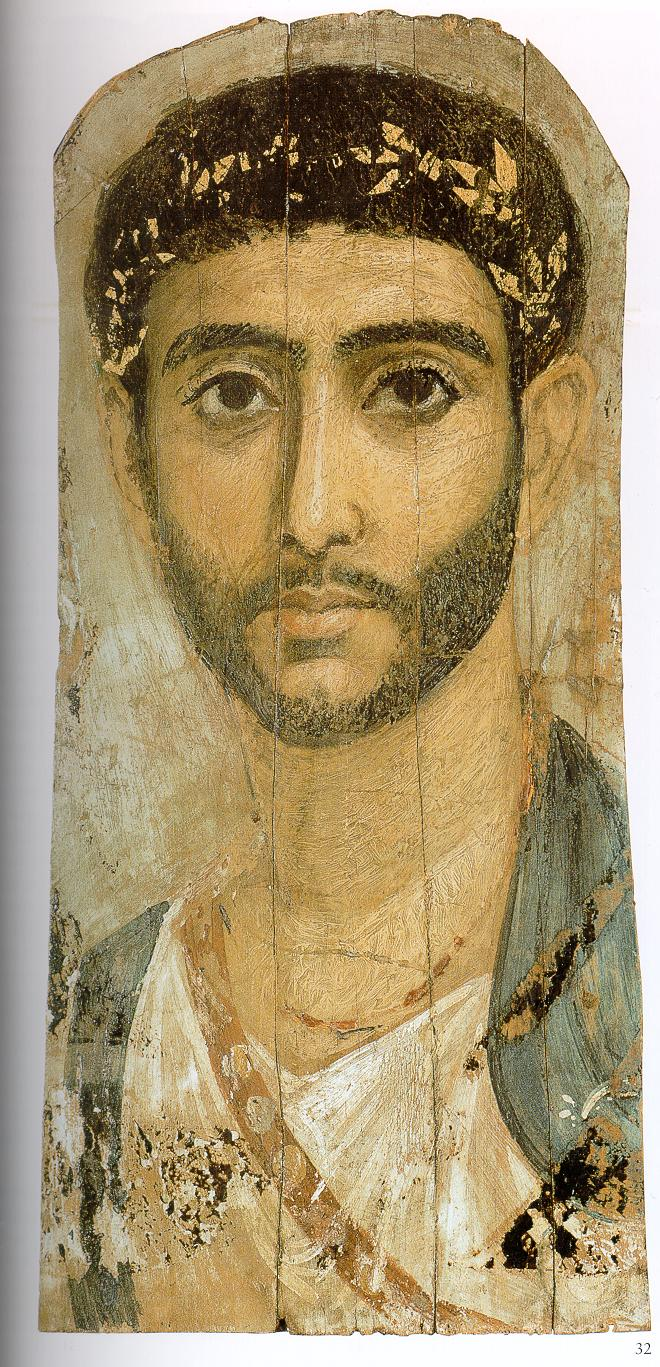
Chân dung xác ướp Fayum, hình ảnh hội tụ cả văn hóa Ai Cập và La Mã.

Ai Cập trở thành một tỉnh của Đế chế La Mã vào năm 30 trước Công nguyên, sau thất bại của Marcus Antonius và nữ hoàng Cleopatra VII trước Octavian (sau này là Hoàng đế Augustus) trong trận Actium. Người La Mã phụ thuộc chủ yếu vào các chuyến hàng ngũ cốc từ Ai Cập, và quân đội La Mã, thuộc thẩm quyền của thái thú được bổ nhiệm bởi Hoàng đế, dẹp yên các cuộc khởi nghĩa, thi hành nghiêm túc việc thu thuế nặng, và ngăn chặn cuộc tấn công của bọn cướp, mà đã trở thành một vấn đề nổi tiếng trong giai đoạn này  Alexandria đã trở thành một trung tâm ngày càng quan trọng trên tuyến đường thương mại với phương đông, vì những của cải xa hoa kỳ lạ có nhu cầu cao tại Rome.
Mặc dù người La Mã đã có một thái độ thù địch hơn so với người Hy Lạp đối với người Ai Cập, một số truyền thống như ướp xác và thờ cúng các vị thần truyền thống vẫn tiếp tục. Nghệ thuật vẽ chân dung xác ướp phát triển rực rỡ, và một số của các hoàng đế La Mã đã tự mô tả mình như pharaon, mặc dù không đến mức độ như nhà Ptolemaios trước đây.
Từ giữa thế kỷ thứ nhất, Kitô giáo đã bắt đầu bén rễ ở Ai Cập và ban đầu được xem như một tôn giáo có thể chấp nhận được. Tuy nhiên, đây là một tôn giáo không thỏa hiệp và luôn cố gắng cải đạo những người theo tôn giáo truyền thống của Ai Cập và tôn giáo Hy Lạp-La Mã cổ đại, và đe dọa các truyền thống tôn giáo lâu đời. Điều này dẫn đến những cuộc đàn áp những người cải đạo sang Kitô giáo, mà đỉnh cao là cuộc đại thanh trừng của Diocletianus bắt đầu vào năm 303, nhưng cuối cùng Kitô giáo đã thắng thế. Năm 391, hoàng đế Theodosius ban pháp lệnh nghiêm cấm các nghi thức thờ cúng đa thần giáo và đóng cửa các ngôi đền. Còn tại thành Alexandria thì đã diễn ra cuộc bạo loạn lớn chống lại đa thần giáo với việc phá hủy những hình tượng tôn giáo công cộng và tư nhân. Như là một hệ quả của điều này, văn hóa tôn giáo bản địa của Ai Cập đã dần biến mất. Trong khi những cư dân bản địa tiếp tục nói ngôn ngữ của họ, thì khả năng đọc những ghi chép bằng chữ tượng hình dần dần biến mất bởi vì vai trò của các giáo sĩ và nữ tư tế trong các ngôi đền Ai Cập ngày càng suy giảm. Các ngôi đền cổ bị chuyển đổi thành những nhà thờ Kitô giáo hoặc bị bỏ hoang trong sa mạc.

## Chính quyền và kinh tế

### Tổ chức chính quyền và thương nghiệp

Pharaon thường được miêu tả mang những biểu tượng của hoàng gia và quyền lực.

Pharaon là người nắm giữ toàn bộ quyền lực tối cao của vương quốc, và ít nhất là trên lý thuyết sở hữu toàn bộ đất đai cùng tất cả các nguồn tài nguyên của nó. Nhà vua là tổng tư lệnh tối cao của quân đội và là người đứng đầu nhà nước, dựa vào một bộ máy quan lại giúp ông quản lý công việc của mình. Đứng đầu chính quyền của nhà nước chỉ sau nhà vua là tể tướng, người đóng vai trò là đại diện và quản lý toàn bộ đất đai, quốc khố, các công trình xây dựng, hệ thống pháp luật, và các tài liệu lưu trữ. Ở cấp độ khu vực, đất nước được chia thành 42 khu vực hành chính gọi là các nome nằm dưới sự cai trị bởi một nomarch, những người nằm dưới sự giám sát của tể tướng. Các ngôi đền hình thành nên xương sống của cả nền kinh tế. Không chỉ là nơi thờ cúng, chúng còn giữ nhiệm vụ thu gom và tích trữ của cải của vương quốc trong một hệ thống các kho thóc và Kho bạc được quản lý bởi những đốc công, họ giữ trọng trách phân phối thóc lúa và hàng hóa.
Phần lớn nền kinh tế được tổ chức một cách tập trung và nằm dưới sự kiểm soát chặt chẽ. Mặc dù những người Ai Cập cổ đại không sử dụng tiền đúc cho đến thời kỳ hậu nguyên, họ đã sử dụng một loại hệ thống trao đổi hàng hóa, sử dụng các bao tải thóc để làm tiêu chuẩn và deben, trọng lượng khoảng 91 gram (3 oz) bằng đồng hoặc bạc để tạo nên một đơn vị đo lường chung. Người lao động được trả bằng thóc và một người lao động bình thường có thể kiếm được 5 ½ bao tải (200 kg hoặc 400 lb) thóc mỗi tháng, trong khi một quản đốc có thể kiếm được 7½ bao tải (250 kg hoặc 550 lb). Giá cả được cố định trên toàn quốc và được ghi vào sổ sách để tạo điều kiện cho việc kinh doanh; ví dụ như một chiếc áo có giá năm deben đồng, trong khi một con bò có giá 140 deben. Thóc lúa có thể được trao đổi với các mặt hàng khác, theo một bảng giá cố định.
Vào thế kỷ thứ V TCN, tiền đúc đã được du nhập vào Ai Cập từ nước ngoài. Ban đầu các đồng xu được sử dụng như những miếng đúc tiêu chuẩn từ kim loại quý hơn là một loại tiền tệ thật sự, nhưng trong các thế kỷ kế tiếp, những thương nhân quốc tế đã tín nhiệm loại tiền này.

### Địa vị xã hội
Xã hội Ai Cập đã có sự phân chia giai cấp ở mức độ cao, và địa vị xã hội đã được phân biệt rõ ràng. Nông dân chiếm phần đông trong xã hội, nhưng nông sản lại thuộc sở hữu trực tiếp của nhà nước, đền thờ, hay các gia đình quý tộc mà sở hữu đất đai. Nông dân cũng phải chịu thuế lao động và bị buộc phải tham gia lao động trong các dự án thủy lợi, các công trình xây dựng theo một hệ thống sưu dịch. Nghệ sĩ và thợ thủ công lại có địa vị cao hơn nông dân, nhưng họ cũng nằm dưới sự kiểm soát của nhà nước, làm việc tại các phân xưởng gắn với những ngôi đền và được trả lương trực tiếp từ quốc khố. Các viên ký lục và quan lại hình thành nên tầng lớp thượng lưu ở Ai Cập cổ đại, được gọi là "tầng lớp váy trắng", một sự ám chỉ đến việc sử dụng quần áo bằng vải lanh màu trắng như là một dấu hiệu cho địa vị của họ. Tầng lớp thượng lưu này còn làm nổi bật địa vị xã hội của họ thông qua nghệ thuật và văn học. Bên dưới giới quý tộc là các giáo sĩ, thầy thuốc, và các kỹ sư được đào tạo một cách chuyên môn trong lĩnh vực của họ. Nô lệ cũng đã được biết đến ở Ai Cập cổ đại, nhưng mức độ và tỷ lệ của nó lại không rõ ràng.

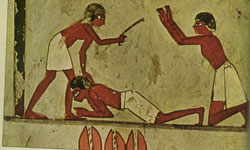
Trừng phạt ở Ai Cập cổ đại.

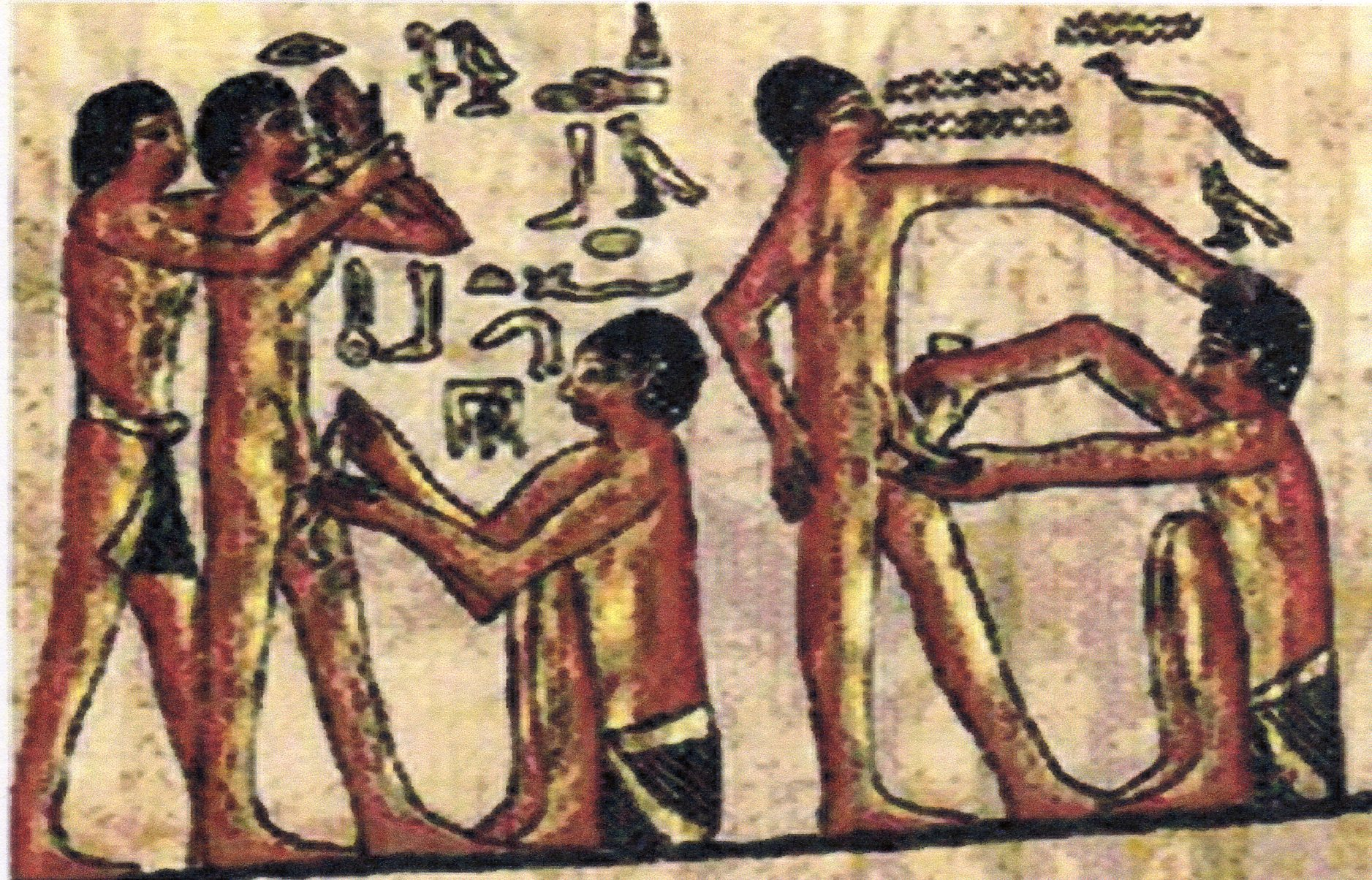
Những lao động trẻ tuổi người Ai Cập đang được thầy thuốc chữa trị.

Người Ai Cập cổ đại coi đàn ông và phụ nữ, kể cả tất cả mọi người đến từ tất cả các tầng lớp xã hội, ngoại trừ nô lệ, về cơ bản là bình đẳng với nhau theo quy định của pháp luật, và ngay cả những người nông dân dưới đáy cũng được quyền kiến nghị tới tể tướng và triều đình. Mặc dù, nô lệ được sử dụng chủ yếu như là những người hầu chịu sự ràng buộc. Họ có thể bị mua và bán, hoặc có thể làm việc tự do và thường được điều trị bởi các thầy thuốc tại nơi làm việc. Cả đàn ông và phụ nữ đều có quyền sở hữu và mua bán tài sản, ký kết hợp đồng, kết hôn và ly hôn, nhận thừa kế, và theo đuổi các tranh chấp pháp lý tại tòa án. Các cặp vợ chồng có thể sở hữu tài sản chung và bảo vệ bản thân khi ly dị bằng cách đồng ý hợp đồng hôn nhân, trong đó quy định các nghĩa vụ tài chính của người chồng đối với vợ và con cái khi kết thúc cuộc hôn nhân của họ. So với phụ nữ ở Hy Lạp cổ đại, La Mã, và thậm chí là nhiều nơi trên thế giới vào ngày nay, phụ nữ Ai Cập cổ đại đã có nhiều quyền lợi hơn. Những người phụ nữ như Hatshepsut và Cleopatra VII thậm chí đã trở thành các pharaon, trong khi nhiều người khác nắm giữ địa vị Người vợ thần thánh của Amun. Mặc dù có được nhiều quyền tự do, phụ nữ Ai Cập cổ đại lại không thường xuyên nắm giữ các vị trí chính thức trong chính quyền, họ chỉ giữ vai trò thứ yếu trong các ngôi đền, và không được nhận nền giáo dục như nam giới.

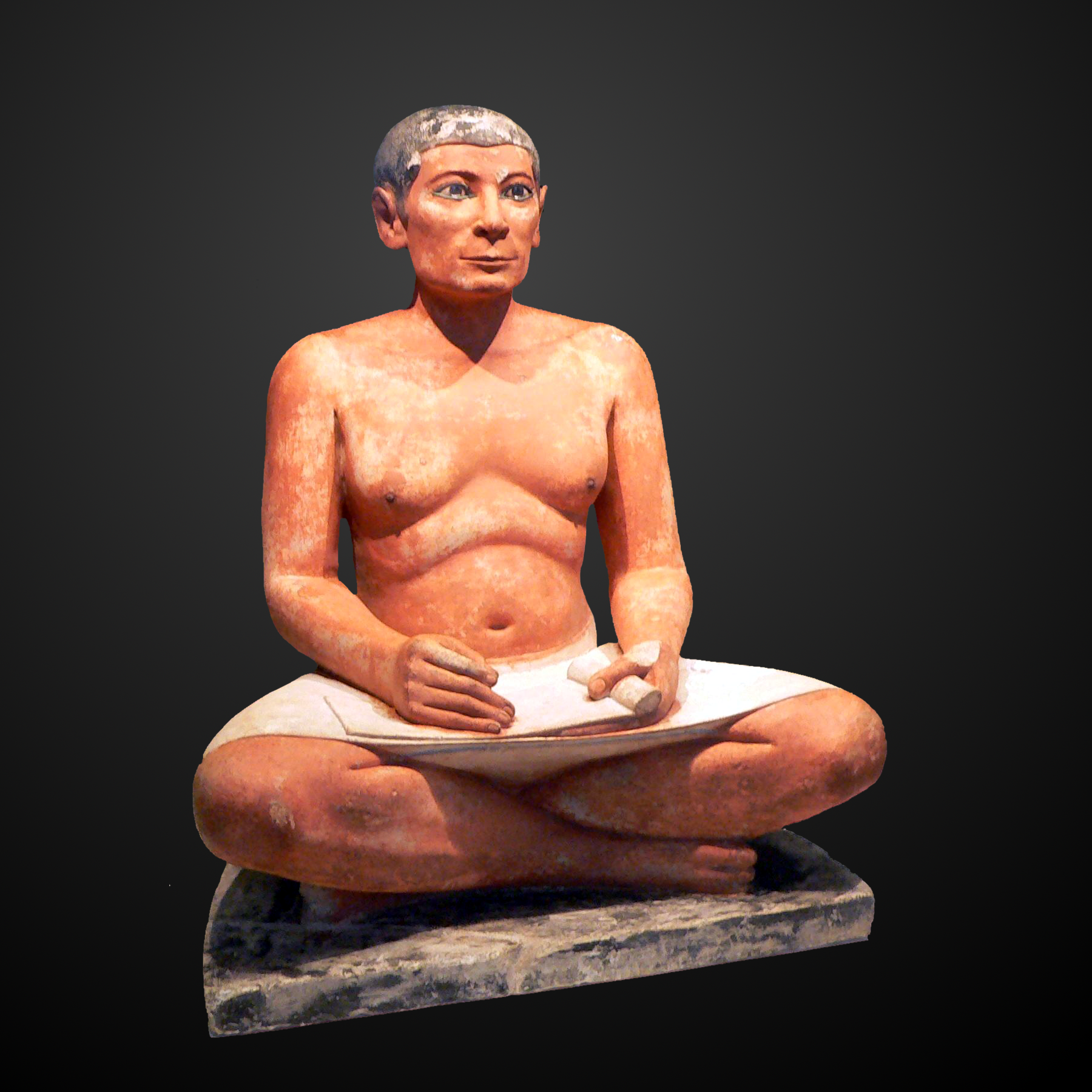
Ký lục là những người có địa vị xã hội cao và được giáo dục tốt. Họ được giao trách nhiệm tính thuế, ghi chép, và quản lý.

### Hệ thống pháp luật
Người đứng đầu của hệ thống pháp luật chính thức là pharaon, ông là người chịu trách nhiệm thi hành pháp luật, thực thi công lý, duy trì pháp luật và trật tự, một khái niệm được người Ai Cập cổ đại gọi là Ma'at Mặc dù không có bộ luật nào từ thời Ai Cập cổ đại còn tồn tại, các thư liệu của tòa án cho thấy luật pháp Ai Cập dựa trên một cái nhìn chung về ý thức đúng và sai mà nhấn mạnh tới việc đạt được thỏa thuận và giải quyết xung đột thay vì tôn trọng đúng một tập hợp quy chế phức tạp Hội đồng địa phương gồm những người cao tuổi, được biết đến như Kenbet vào thời Tân Vương quốc, chịu trách nhiệm về phán quyết trong các phiên tòa liên quan đến các vụ kiện nhỏ và tranh chấp nhỏ. Trường hợp nghiêm trọng hơn liên quan đến giết người, giao dịch đất lớn, và cướp mộ được đưa đến Đại Kenbet, mà tể tướng hoặc pharaon chủ trì. Nguyên đơn và bị đơn dự kiến sẽ đại diện cho bản thân và phải thề một lời tuyên thệ rằng họ đã nói sự thật. Trong một số trường hợp, chính quyền đóng cả hai vai trò là công tố viên và thẩm phán, và họ có thể tra tấn đánh đập bị cáo để có được một lời thú nhận và tên của bất kỳ đồng phạm nào. Bất kể lời buộc tội có thể là bình thường hoặc nghiêm trọng, viên ký lục của tòa án sẽ ghi nhận khiếu nại, lời khai, và phán quyết của vụ án để có thể xem xét đến trong tương lai.
Hình phạt cho những tội lỗi nhỏ có thể là phạt tiền, đánh đập, cắt xẻo khuôn mặt, hay lưu đày, tùy thuộc vào mức độ nghiêm trọng của hành vi phạm tội. Những tội nghiêm trọng như giết người và cướp mộ thì bị trừng phạt bằng cách xử tử, có thể bằng cách chém đầu, dìm chết đuối, hoặc đóng cọc đối với người phạm tội. Hình phạt cũng có thể được mở rộng ra đối với gia đình của người phạm tội. Bắt đầu từ thời Tân Vương quốc, các nhà tiên tri đóng một vai trò quan trọng trong hệ thống pháp luật, xét xử cả trong trường hợp dân sự và hình sự. Trình tự cho quá trình này đó là hỏi thần linh một câu hỏi "có" hoặc "không" có liên quan đến việc đúng hay sai của một vấn đề. Thần linh thông qua một số vị thầy tế, sẽ phán quyết bằng cách chọn một hoặc theo cách khác là di chuyển về phía trước hoặc phía sau, hoặc chỉ vào một trong những câu trả lời được viết trên một mảnh giấy cói hoặc một ostracon.

### Nông nghiệp

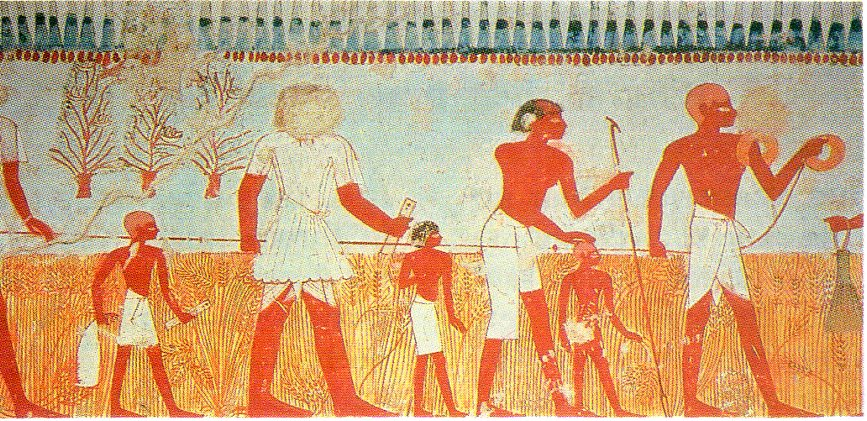
Công tác đo đạc và ghi chép được minh họa trên một bức tranh in tường tại lăng mộ của Menna, ở Thebes, Ai Cập (Vương triều thứ Mười tám)

Sự kết hợp các điều kiện địa lý thuận lợi góp phần vào sự thành công của văn hóa Ai Cập cổ đại, quan trọng nhất trong đó là đất đai có độ màu mỡ cao, kết quả từ sự ngập lụt hàng năm của sông Nile. Như vậy, người Ai Cập cổ đại có thể tạo ra một nguồn lương thực dồi dào, cho phép dân cư dành nhiều thời gian và nguồn lực cho các mục đích văn hóa, kĩ thuật, và nghệ thuật. Quản lý đất đai có vai trò rất quan trọng trong thời Ai Cập cổ đại bởi vì số thuế được dựa trên số lượng đất mà một người sở hữu.

Công việc đồng áng ở Ai Cập phụ thuộc vào chu kỳ của sông Nile. Người Ai Cập ghi nhận ba mùa: Akhet (lũ lụt), Peret (trồng trọt), và Shemu (thu hoạch). Mùa lũ lụt kéo dài từ tháng sáu tới tháng chín, bồi đắp hai bên bờ sông một lớp phù sa lý tưởng, giàu khoáng chất cho việc trồng trọt. Sau khi nước lũ rút, mùa gieo trồng kéo dài từ Tháng Mười tới tháng hai. Nông dân cày và trồng hạt giống trên các cánh đồng, được tưới bằng mương, kênh rạch. Ai Cập vốn có lượng mưa hàng năm ít, do đó, nông dân đã dựa vào sông Nile để tưới nước cho cây trồng của họ Từ tháng ba tới tháng năm, nông dân sử dụng liềm để thu hoạch cây trồng của họ, mà sau đó đã đập với một cái đập lúa một để tách riêng rơm khỏi hạt thóc lúa. Sàng lọc loại bỏ trấu khỏi thóc, các hạt thóc lúa sau đó được nghiền thành bột, ủ làm bia, hoặc được lưu trữ để sử dụng sau này.

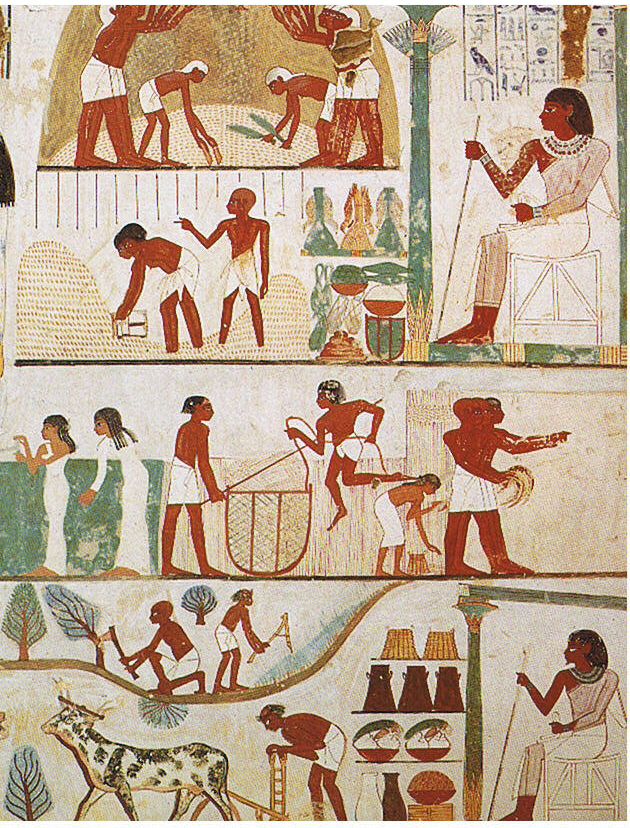
Một bức phù điêu từ ngôi mộ của Nakht mô tả cảnh người lao động đang cày ruộng, thu hoạch mùa vụ, và đập lúa dưới sự chỉ đạo của một quản đốc.

Người Ai Cập cổ đại trồng lúa mì và lúa mạch, và một số loại ngũ cốc khác, tất cả đều được sử dụng để làm cho hai loại thực phẩm chính là bánh mì và bia  Các cây lanh bị nhổ bật gốc trước khi chúng bắt đầu ra hoa, vốn được trồng để lấy sợi. Những sợi này được tách dọc theo chiều dài của nó và xe thành sợi, được sử dụng để dệt vải lanh và may quần áo. Cây cói mọc trên các bờ của sông Nile đã được sử dụng để làm giấy. Rau và hoa quả được trồng ở những mảnh đất vườn, gần các ngôi nhà và trên khu đất cao hơn, và phải được tưới nước bằng tay. Rau bao gồm tỏi tây, tỏi, dưa hấu, bí, đậu, rau diếp, và các cây trồng khác, ngoài ra còn có nho đã được chế biến thành rượu.

#### Động vật
Người Ai Cập tin rằng một mối quan hệ cân bằng giữa con người và động vật là một yếu tố thiết yếu của trật tự vũ trụ, do đó con người, động vật và thực vật được cho là thành viên của một tổng thể chung duy nhất . Gia súc là những vật nuôi quan trọng nhất, việc quản lý thuế đánh vào vật nuôi trong những cuộc tổng điều tra thường xuyên, và kích thước của một đàn phản ánh uy tín và tầm quan trọng của điền trang hoặc ngôi đền mà sở hữu chúng. Ngoài ra cho gia súc, người Ai Cập cổ còn nuôi cừu, dê và lợn. Gia cầm như vịt, ngan, ngỗng, chim bồ câu đã bị bắt do mắc bẫy và được nuôi ở các trang trại, nơi chúng đã bị ép ăn với bột để vỗ béo. Ngoài ra sông Nile còn là một nguồn cung cấp cá phong phú. Ong cũng được thuần hóa ít nhất là từ thời Cổ Vương quốc, và chúng đã cung cấp cả mật ong và sáp.

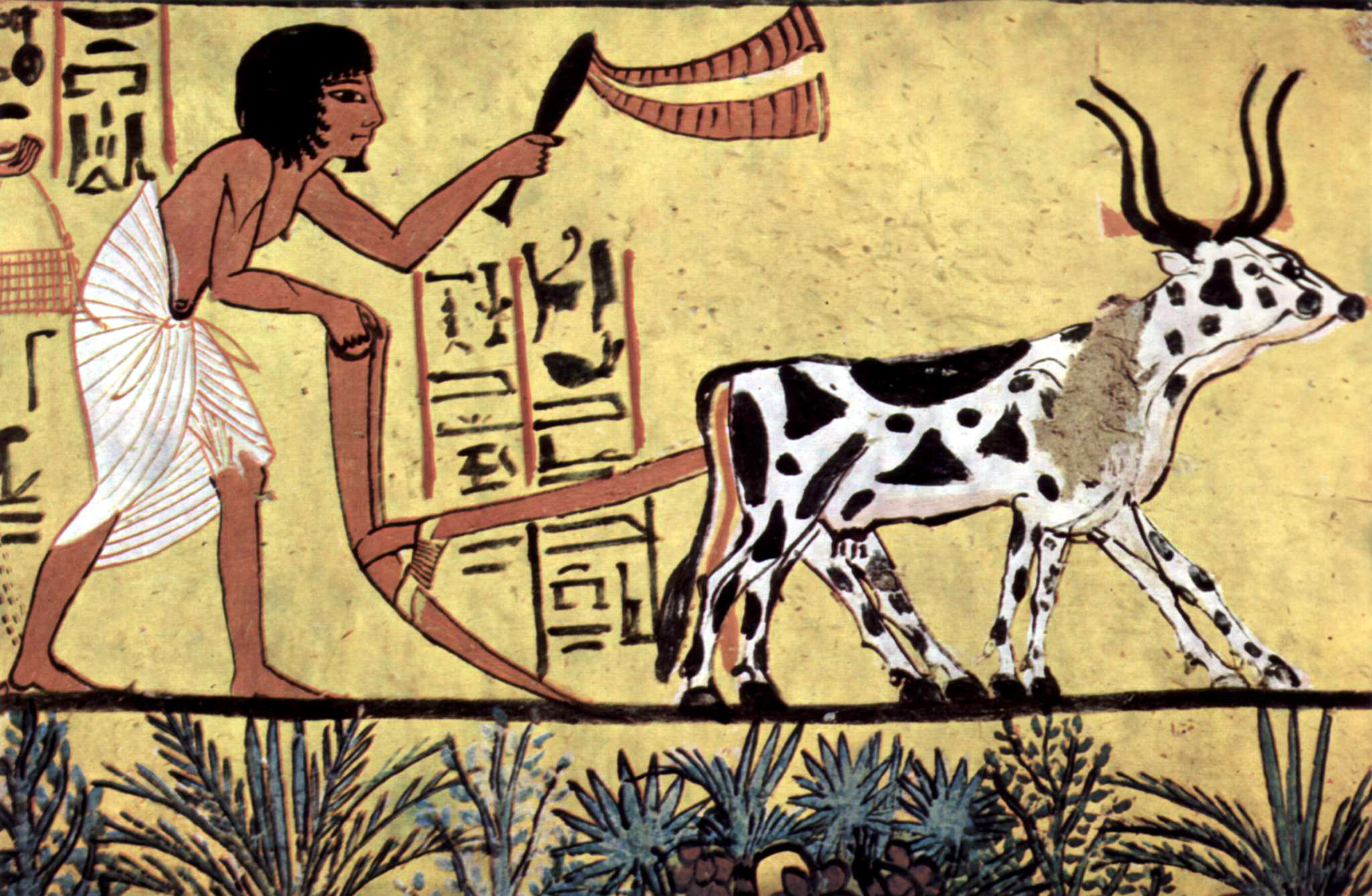
Sennedjem cày ruộng của ông với một cặp bò.

Người Ai Cập cổ đại sử dụng lừa và bò để chuyên chở, và chúng còn được sử dụng trong việc cày ruộng và gieo hạt giống. Việc giết mổ một con bò được vỗ béo cũng là một phần trọng tâm trong các nghi lễ thờ cúng.Ngựa đã được người Hyksos du nhập vào Ai Cập trong thời kỳ chuyển tiếp thứ hai, và lạc đà, mặc dù được biết đến từ thời Tân Vương quốc, chỉ được sử dụng để chuyên chở vào thời Hậu nguyên. Ngoài ra còn có bằng chứng cho thấy những con voi đã được sử dụng trong một thời gian ngắn vào giai đoạn Hậu nguyên, nhưng phần lớn chúng đã bị bỏ rơi do thiếu đất chăn thả.Chó, mèo và khỉ là những loài thường được nuôi trong gia đình, trong khi các loài vật ngoại quốc khác được đưa về từ khu vực trung tâm của châu Phi, như sư tử, lại được dành riêng cho hoàng gia. Herodotus quan sát thấy rằng người Ai Cập là những người duy nhất giữ những loài vật nuôi ở cùng trong nhà với họ. Trong giai đoạn Tiền triều đại và Hậu nguyên, việc thờ cúng các vị thần trong hình dạng động vật của họ trở nên vô cùng phổ biến, chẳng hạn như nữ thần mèo Bastet và thần cò Thoth, nhiều loài còn được nhân giống với số lượng lớn tại các trang trại nhằm dành cho mục đích hiến tế trong các nghi lễ.

### Tài nguyên
Ai Cập có nguồn tài nguyên đá phong phú dành cho các công trình xây dựng, cùng với đồng và chì, vàng, và đá bán quý. Các nguồn tài nguyên thiên nhiên này cho phép người Ai Cập cổ đại xây dựng các công trình kiến trúc, tạc tượng, chế tạo các công cụ và đồ trang sức. Quá trình ướp xác sử dụng muối từ Natrun Wadi để làm khô các xác ướp, ngoài ra còn cung cấp nguồn thạch cao cần thiết để làm vữa. Còn có những mỏ vàng lớn Nubia, và một trong những bản đồ đầu tiên được biết đến là bản đồ về một mỏ vàng ở khu vực này. Wadi Hammamat là nơi cung cấp nguồn đá granit nổi tiếng, greywacke, và vàng. Đá lửa là loại khoáng chất đầu tiên được thu thập và sử dụng để làm công cụ, và những chiếc rìu đá là bằng chứng sớm nhất về quá trình định cư ở khu vực thung lũng sông Nile. Những viên đá nhỏ đã được mài một cách cẩn thận để làm lưỡi dao và đầu mũi tên nhờ vào độ cứng vừa phải của chúng và độ bền thậm chí chỉ kém đồng mà được sử dụng để thay thế sau này. Người Ai Cập cổ đại là những người đầu tiên sử dụng các khoáng chất như lưu huỳnh làm mỹ phẩm.
Người Ai Cập còn biết tách galen ra khỏi quặng chì tại Gebel Rosas để chế tạo lưới chì, các quả dọi bằng chì, và những bức tượng nhỏ. Đồng là kim loại quan trọng nhất được sử dụng để chế tạo công cụ ở Ai Cập cổ đại và loại quặng malachite dùng để nấu đồng lại được khai thác ở Sinai. Công nhân khai thác vàng bằng cách đãi quặng vàng ra khỏi các lớp đá trầm tích, hoặc thông qua quá trình nghiền và đãi loại quặng vàng lẫn với quartzi vốn tốn nhiều công sức. Quặng sắt được tìm thấy ở thượng Ai Cập đã được sử dụng vào thời Hậu nguyên. Những loại đá xây dựng với chất lượng cao rất dồi dào ở Ai Cập, người Ai Cập cổ đại đã khai thác đá vôi dọc theo thung lũng sông Nile, đá granite từ Aswan, và đá bazan cùng đá sa thạch từ các con sông cạn ở sa mạc phía đông. Những loại đá dùng để chạm khắc như Pocfia, greywacke, thạch cao tuyết hoa, và carnelian nằm rải rác ở sa mạc phía đông và được khai thác từ trước khi triều đại đầu tiên được lập nên. Vào thời kỳ nhà Ptolemaios và La Mã cai trị, người Ai Cập đã tiến hành khai thác đá ngọc lục bảo ở Wadi Sikait và thạch anh tím ở Wadi el-Hudi.

### Thương mại

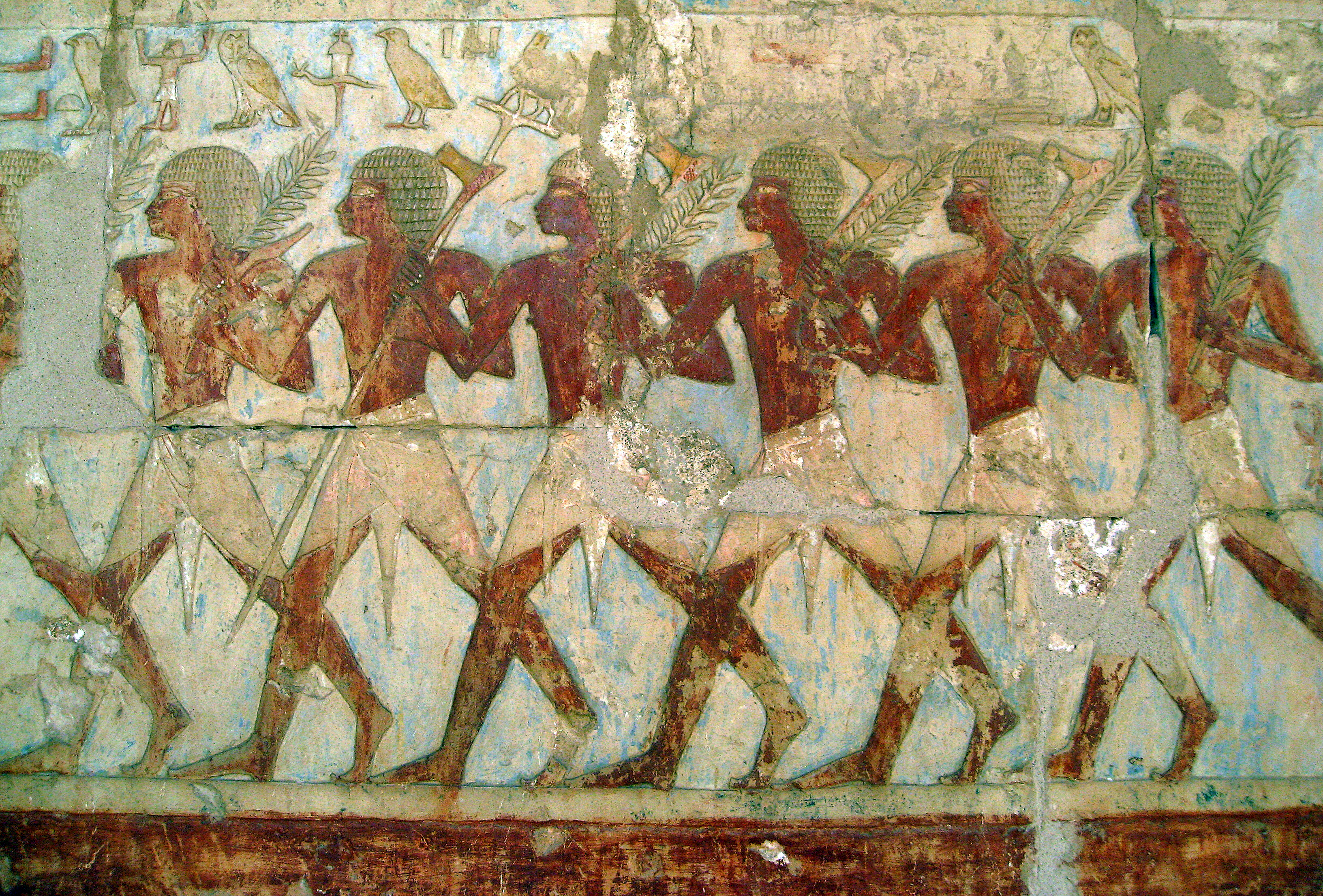
Cuộc chinh phạt thương mại của Pharaon Hatshepsut đến Xứ Punt.

Người Ai Cập cổ đại đã tiến hành giao thương với các nước láng giềng ngoại quốc của họ để có được hàng hóa quý hiếm và kỳ lạ vốn không được tìm thấy ở Ai Cập. Trong giai đoạn Tiền triều đại, họ đã thiết lập thương mại với Nubia để có được vàng và hương liệu. Họ cũng thiết lập thương mại với Palestine với bằng chứng là những chiếc bình quai chứa dầu theo phong cách Palestine đã được tìm thấy trong các ngôi mộ của các pharaon thuộc triều đại thứ nhất. Một khu thực dân của người Ai Cập đã được thiết lập ở miền nam Canaan có niên đại vào giai đoạn trước khi triều đại thứ nhất bắt đầu. Vua Narmer còn có các đồ gốm Ai Cập được sản xuất tại Canaan và sau đó xuất khẩu trở lại Ai Cập.
Tới triều đại thứ hai, thương mại giữa Ai Cập cổ đại với Byblos đã giúp cho Ai Cập có được một nguồn cung cấp gỗ chất lượng vốn không có ở Ai Cập. Đến triều đại thứ năm, thương mại với Punt đã đem về vàng, nhựa thơm, gỗ mun, ngà voi và các loài động vật hoang dã như khỉ và khỉ đầu chó. Thương mại giữa Ai Cập với khu vực Anatolia đã mang về một lượng lớn thiếc cần thiết cũng như nguồn cung cấp đồng bổ sung, cả ở dạng kim loại và quặng đồng dùng cho việc chế tạo đồ đồng. Người Ai Cập cổ đại cũng rất coi trọng loại đá lapis lazuli màu xanh, mà phải nhập khẩu từ vùng đất Afghanistan xa xôi. Các đối tác thương mại ở Địa Trung Hải của Ai Cập còn bao gồm cả người Hy Lạp và Crete, họ đã cung cấp cho người Ai Cập nhiều loại hàng hóa khác nhau trong đó có dầu olive. Về phần mình, Ai Cập chủ yếu xuất khẩu ngũ cốc, vàng, vải lanh, và giấy cói, ngoài ra còn bao gồm cả thủy tinh và những đồ vật bằng đá.

## Ngôn ngữ

### Lịch sử phát triển
Tiếng Ai Cập là một ngôn ngữ Phi-Á phía bắc có mối quan hệ gần gũi với tiếng Berber và ngôn ngữ Semite. Nó là một trong những ngôn ngữ có lịch sử lâu đời nhất (chỉ sau tiếng Sumer), và được viết từ khoảng năm 3200 TCN cho đến thời Trung Cổ và tồn tại là một ngôn ngữ nói còn lâu hơn nữa. Các giai đoạn của tiếng Ai Cập cổ đại là Cổ Ai Cập, Trung Ai Cập (tiếng Ai Cập cổ điển), Hậu kỳ Ai Cập, ngôn ngữ bình dân và tiếng Copt. Những ghi chép của người Ai Cập không cho thấy sự khác biệt về phương ngữ trước giai đoạn Copt, nhưng có thể co sự khác biệt trong cách nói tiếng địa phương ở khu vực xung quanh Memphis và Thebes sau này.
Ngôn ngữ Ai Cập cổ đại là một ngôn ngữ đa tổng hợp, nhưng nó đã dần trở thành một loại ngôn ngữ đơn lập sau này. Đến giai đoạn Hậu kỳ Ai Cập, nó đã phát triển các tiền tố hạn định và các mạo từ bất định, mà thay thế cho các hậu biến tố cũ. Đã có một sự thay đổi từ thứ tự động từ-chủ ngữ-bổ ngữ cũ thành dạng chủ ngữ-động từ-bổ ngữ. Các ghi chép bằng chữ tượng hình, chữ thầy tu, và ngôn ngữ bình dân Ai Cập đã dần dần bị thay thế bằng bảng chữ cái ngữ âm của tiếng Copt. Tiếng Copt vẫn được sử dụng trong các nghi thức tế lễ của Giáo hội Chính Thống Ai Cập, và dấu vết của nó còn được tìm thấy ở trong ngôn ngữ Ai Cập Ả Rập ngày nay.

### Phát âm và ngữ pháp
Ngôn ngữ Ai Cập cổ đại có 25 phụ âm tương tự với những ngôn ngữ Phi-Á khác. Chúng bao gồm phụ âm đầu và trọng âm, âm tắc, âm xát và âm rung, âm vang và âm ồn. Nó có ba nguyên âm dài và ba nguyên âm ngắn, sau này vào thời Hậu kỳ Ai Cập thì nó được mở rộng lên thành chín. Các từ cơ bản của tiếng Ai Cập tương tự như tiếng Semite và Berber, bao gồm ba hoặc hai gốc phụ âm và bán phụ âm. Hậu tố được thêm vào để tạo thành từ. Việc chia động từ tương ứng với ngôi. Ví dụ, bộ khung ba phụ âm S-Ḏ-M là phần cốt lõi ngữ nghĩa của từ 'nghe'; chia động từ cơ bản của nó là sḏm, 'ông ta nghe'. Nếu chủ ngữ là một danh từ, hậu tố không được thêm vào động từ: sḏm ḥmt, 'người phụ nữ nghe'.
Tính từ được tạo thành từ danh từ thông qua một quá trình mà các nhà Ai Cập học gọi là nisbation vì sự tương đồng so với tiếng Ả Rập. Thứ tự của từ là vị ngữ-chủ ngữ trong động từ và tính từ, và chủ ngữ-vị ngữ trong danh từ và phó từ. Chủ ngữ có thể được di chuyển đến đầu câu nếu nó dài và được theo sau bởi một đại từ bổ ngữ. Các động từ và danh từ dạng phủ định thì thêm tiếp đầu ngữ n, còn nn được sử dụng cho các trạng từ và tính từ. Trọng âm rơi vào âm tiết cuối cùng hoặc áp chót, có thể là mở âm (CV) hoặc đóng âm (CVC).

### Chữ viết

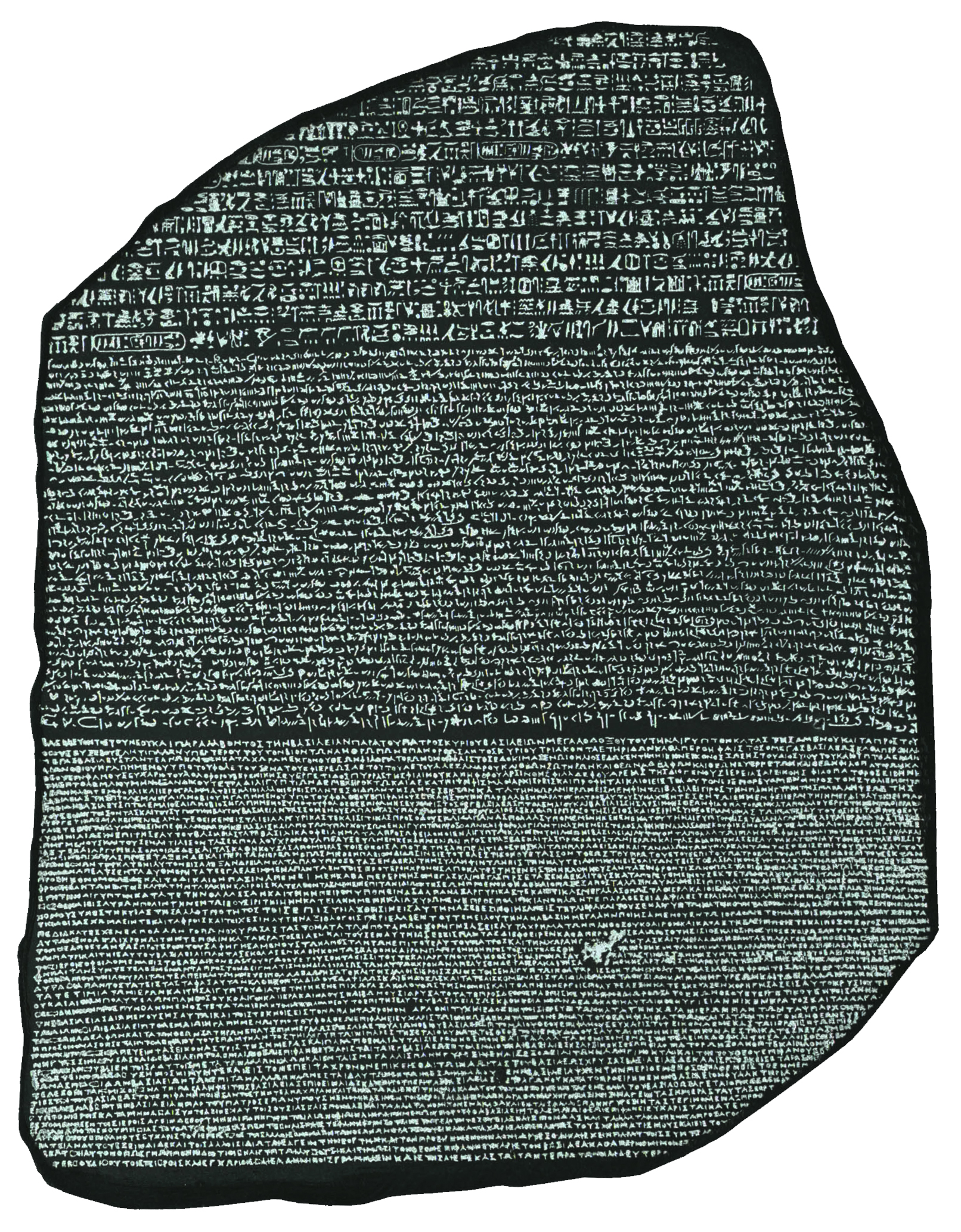
Phiến đá Rosetta (khoảng năm 196 TCN).

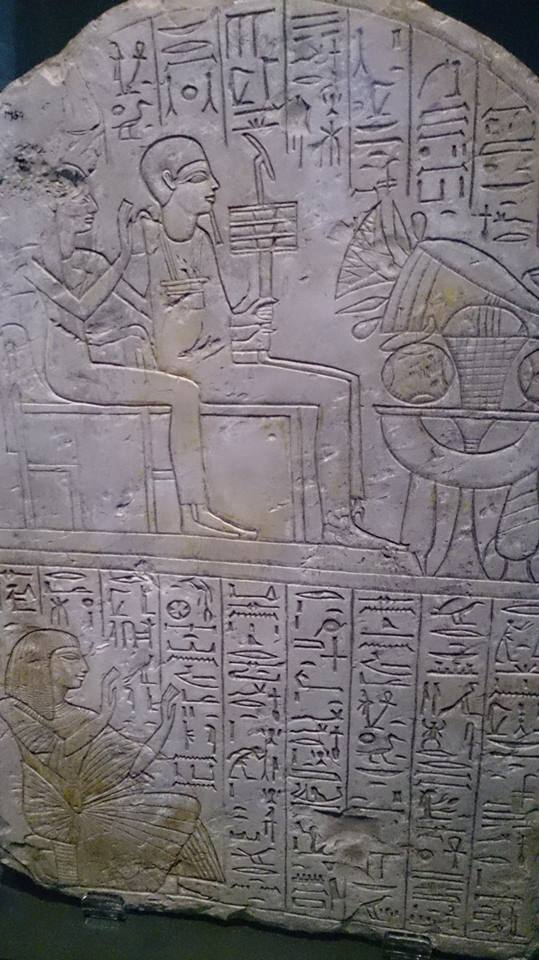
Chữ tượng hình Ai Cập trên một tấm bia mộ cất giữ ở Bảo tàng Manchester

Những ghi chép bằng chữ tượng hình có niên đại từ khoảng năm 3000 TCN, và bao gồm hàng trăm biểu tượng. Một chữ tượng hình có thể đại diện cho một từ, một âm thanh, hoặc một âm câm nhất định; và cùng một biểu tượng tương tự có thể sử dụng cho nhiều mục đích khác nhau trong những bối cảnh khác nhau. Chữ tượng hình là một dạng chữ viết chính thức, được sử dụng trên các công trình bằng đá và trong các ngôi mộ, và nó có thể mang tính chi tiết như các tác phẩm nghệ thuật cá nhân. Trong các ghi chép hàng ngày, các viên ký lục đã sử dụng một dạng chữ viết soạn thảo, còn được gọi là chữ thầy tu, giúp họ viết nhanh hơn và dễ dàng hơn. Trong khi chữ tượng hình chính thức có thể được đọc theo hàng hoặc cột hoặc cả hai hướng (mặc dù thường được viết từ phải sang trái), chữ thầy tu thì lại luôn luôn được viết từ phải sang trái, thường là theo các hàng ngang. Một dạng chữ viết mới, chữ viết bình dân (Demotic), sau này đã trở thành cách viết phổ biến, và dạng chữ viết này cùng với dạng chữ tượng hình chính thức đã được sử dụng trên phiến đá Rosetta kèm theo văn bản tiếng Hy Lạp.
Khoảng thế kỷ thứ nhất, bảng chữ cái Copt đã bắt đầu được sử dụng cùng với chữ viết bình dân. Chữ Copt là một dạng biến thể của bảng chữ cái Hy Lạp với việc bổ sung thêm một số dấu hiệu của chữ viết bình dân. Mặc dù chữ tượng hình chính thức được sử dụng trong các nghi lễ cho đến thế kỷ thứ tư, tới giai đoạn cuối chỉ có một số ít các thầy tu vẫn còn có thể đọc được chúng. Khi mà các tôn giáo truyền thống bị cấm đoán, hiểu biết về chữ viết tượng hình được coi là đã thất truyền. Những nỗ lực nhằm giải mã chúng đã bắt đầu từ thời Byzantine và trong thời kỳ Hồi giáo ở Ai Cập, nhưng mãi đến năm 1822, sau khi phiến đá Rosetta được phát hiện và qua nhiều năm nghiên cứu của Thomas Young cùng Jean-François Champollion, chữ tượng hình mới gần như được giải mã hoàn toàn.

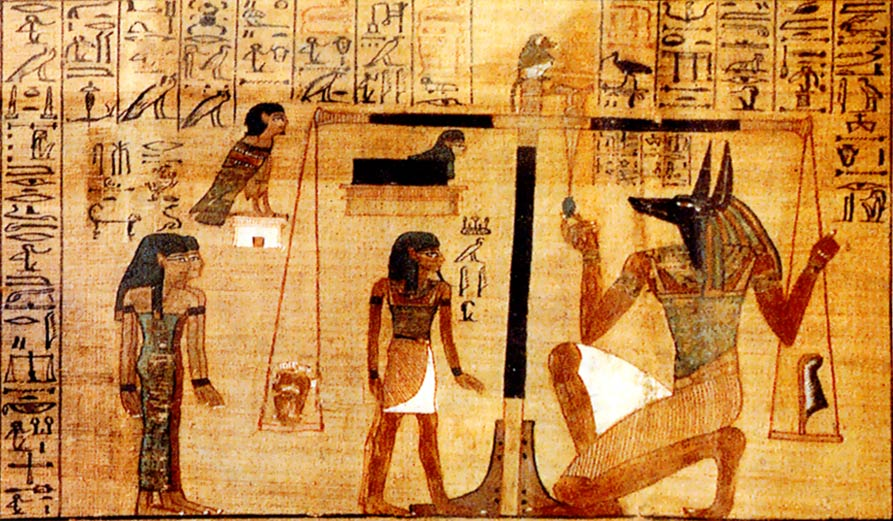
Chữ tượng hình trên một bức vẽ

### Văn học

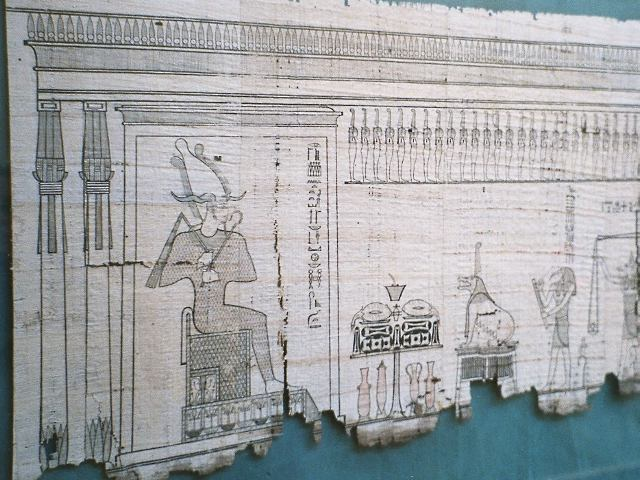
Một cuốn sách của người chết viết trên giấy papyrus

Những ghi chép đầu tiên xuất hiện gắn liền với vương quyền của nhà vua là trên các nhãn và thẻ của vật dụng được tìm thấy trong những ngôi mộ hoàng gia. Đó là công việc chính của những viên ký lục, họ làm việc trong tổ chức Per Ankh hoặc Ngôi nhà sinh mệnh. Thể chế này bao gồm các nghi lễ, thư viện (gọi là Ngôi nhà sách), phòng thí nghiệm và các đài quan sát. Một trong những tác phẩm nổi tiếng nhất của văn học Ai Cập cổ đại đó là các văn bản trong các kim tự tháp và trên những chiếc quan tài, được viết bằng ngôn ngữ Ai Cập cổ điển, mà vẫn tiếp tục được sử dụng để ghi chép cho đến khoảng năm 1300 TCN. Sau đó từ thời Tân Vương quốc trở đi, người Ai Cập sử dụng văn nói trong các văn bản hành chính thời kỳ Ramesse, trong các tập thơ tình và những câu chuyện, cũng như trong các ghi chép bằng ngôn ngữ bình dân và ngôn ngữ Copt. Trong thời gian này, những ghi chép truyền thống đã phát triển thành những tác phẩm tự truyện trong các ngôi mộ, chẳng hạn như của Harkhuf và Weni. Một thể loại khác được gọi là Sebayt ("lời chỉ dạy") đã được phát triển để truyền đạt những lời giảng dạy và hướng dẫn từ các quý tộc nổi tiếng; Cuộn giấy Ipuwer- một bài thơ ai ca mô tả thiên tai và biến động xã hội- là một ví dụ nổi tiếng.
Tác phẩm Câu chuyện của Sinuhe, viết bằng ngôn ngữ Trung Ai Cập, được coi là một tác phẩm kinh điển của văn học Ai Cập. Cũng được viết vào thời điểm này là Cuộn giấy Westcar, một tập hợp các câu chuyện trong đó những người con trai Khufu kể về những kỳ công của ông, và do các thầy tu viết nên. Lời chỉ dạy của Amenemope còn được coi là một kiệt tác của văn học cận đông. Vào cuối thời Tân Vương quốc, ngôn ngữ bản địa đã thường xuyên được sử dụng để viết những tác phẩm phổ biến như câu chuyện của Wenamun và lời chỉ dạy của Any. Từ khoảng năm 700 TCN, những câu chuyện thuật lại và lời chỉ dạy, chẳng hạn như lời chỉ dạy của Onchsheshonqy, cũng như các thư tịch của cá nhân và dùng trong buôn bán đều được viết bằng ngôn ngữ bình dân và theo các giai đoạn của người Ai Cập. Nhiều câu chuyện được viết bằng ngôn ngữ bình dân trong thời kỳ Hy Lạp-La Mã lại lấy bối cảnh vào các thời kỳ lịch sử trước đây, khi Ai Cập là một quốc gia độc lập được cai trị bởi những vị vua vĩ đại như Ramesses II.

## Văn hóa

### Cuộc sống thường nhật

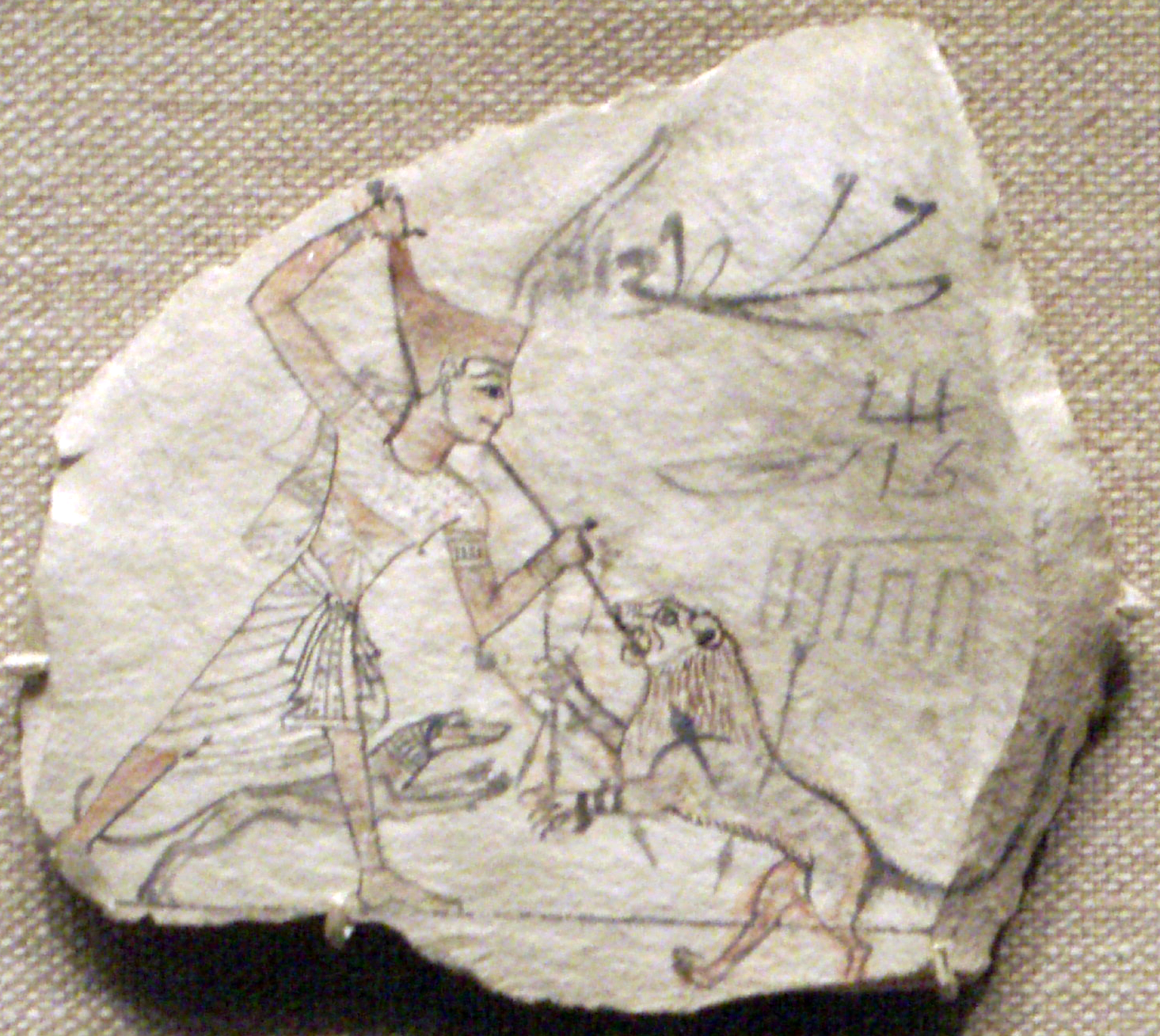
Ostraca với cảnh săn sư tử bằng giáo cùng với một chú chó.

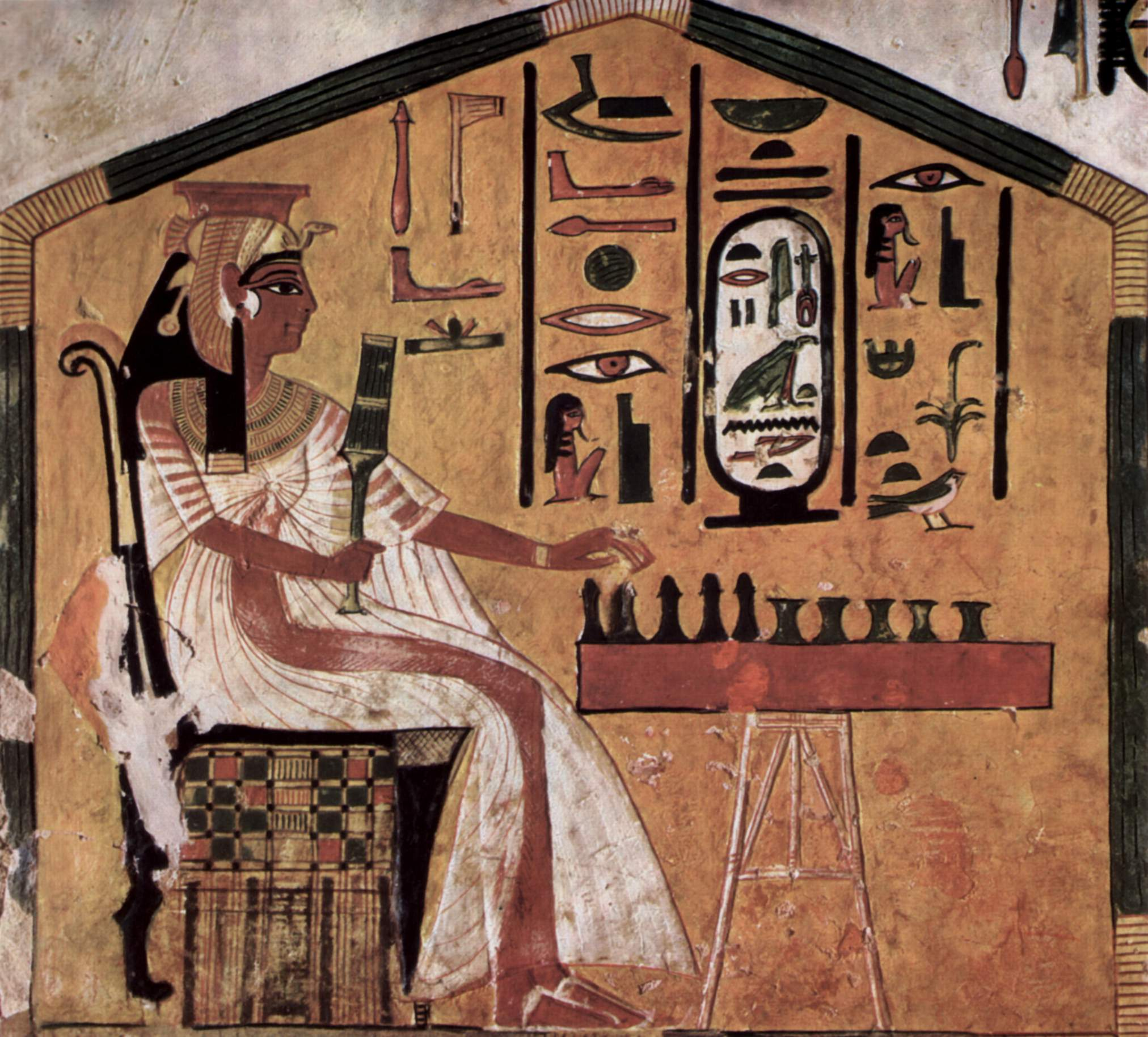
Một bức tranh tường vẽ cảnh chơi cờ Senet (trong Ngôi mộ Hoàng hậu Nefertari, Thung lũng các Hoàng hậu, Thebes, Ai Cập).

Hầu hết người dân Ai Cập cổ đại là các nông dân gắn liền với đất đai. Ngôi nhà của họ chỉ giới hạn cho các thành viên trong một gia đình, và thường được xây bằng gạch bùn nhằm để giữ mát trong những ngày nắng nóng. Mỗi ngôi nhà có một nhà bếp với một mái trần, với một bánh mài để xát hạt và một lò nướng nhỏ để nướng bánh. Tường được sơn màu trắng và có thể được bao phủ bằng những tấm vải lanh được nhuộm màu. Sàn nhà được bao phủ bằng thảm sậy, trong khi các đồ nội thất bao gồm các chiếc ghế gỗ, giường được đắp cao lên từ sàn nhà và một chiếc bàn ăn.
Người Ai Cập cổ đại rất coi trọng sự vệ sinh và dáng vẻ bề ngoài. Họ hầu hết tắm trên dòng sông Nile và sử dụng xà phòng nhão làm từ mỡ động vật cùng với phấn. Đàn ông cạo sạch sẽ toàn bộ cơ thể của họ; nước hoa và các loại mỡ thơm được dùng để che đậy mùi hôi và làm dịu làn da. Quần áo được làm từ các tấm vải lanh đơn giản và được tẩy trắng, trong khi đàn ông và phụ nữ ở tầng lớp thượng lưu đội những bộ tóc giả, sử dụng đồ trang sức cùng mỹ phẩm. Trẻ em thường không mặc quần áo cho đến tuổi trưởng thành, khoảng 12 tuổi, ở tuổi này người con trai phải cắt bao quy đầu và cạo trọc. Người mẹ chịu trách nhiệm chăm sóc con cái, trong khi người cha mang về nguồn thu nhập cho gia đình.

Âm nhạc và nghệ thuật múa là những hình thức giải trí phổ biến đối với những người có thể biểu diễn chúng. Các dụng cụ âm nhạc thủa đầu bao gồm sáo và đàn hạc, trong khi các nhạc cụ tương tự như kèn trumpet, oboe, và ống tiêu chỉ xuất hiện sau này và dần trở nên phổ biến. Vào thời Tân Vương quốc, người Ai Cập đã chơi các nhạc cụ như chuông, chũm chọe, trống cơm, trống, cùng đàn luýt và đàn lia du nhập từ châu Á.

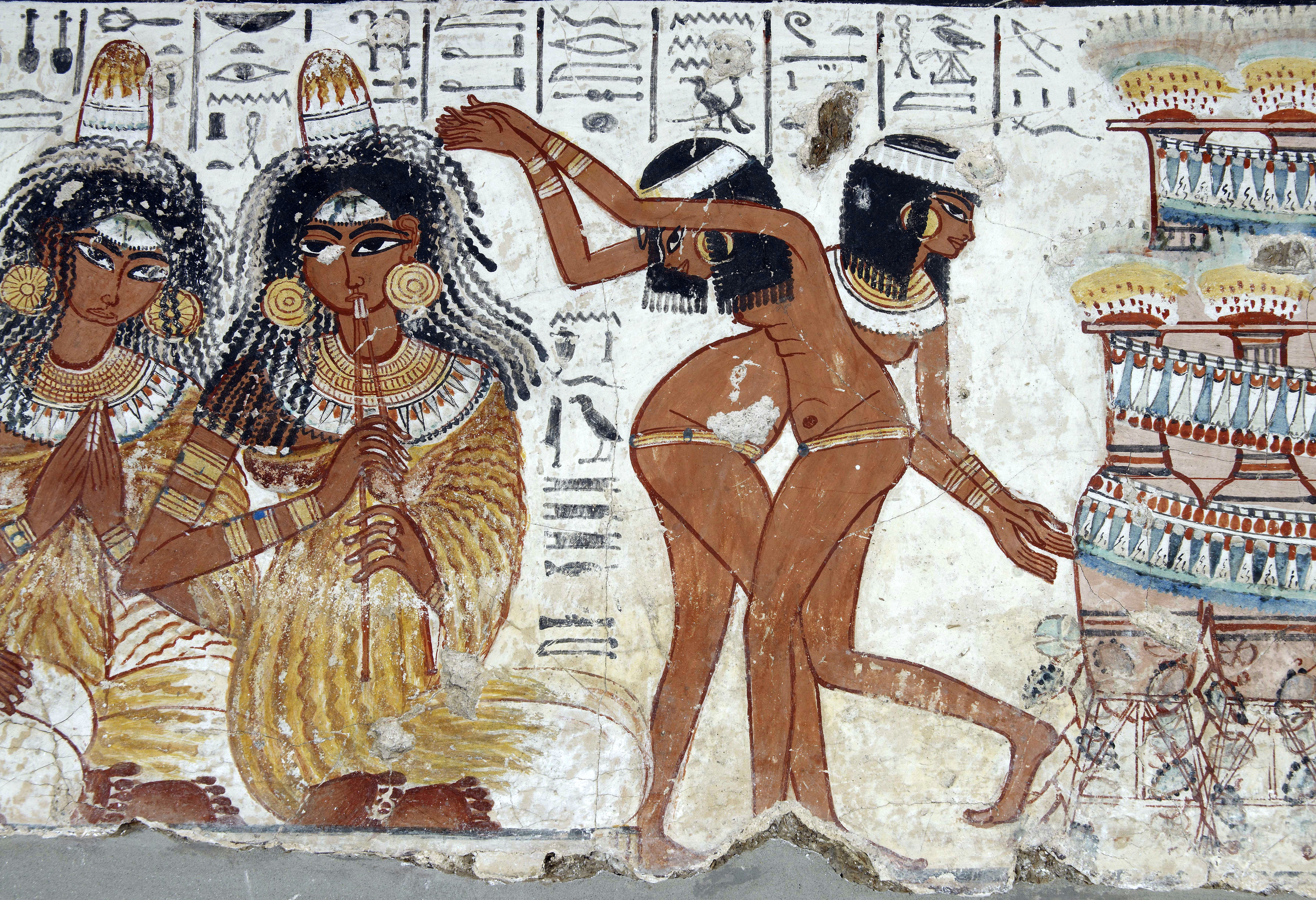
Người Ai Cập cổ đại gìn giữ một di sản văn hóa phong phú với những bữa yến tiệc cùng với các lễ hội kèm theo âm nhạc và múa.

Người Ai Cập cổ đại đã có được nhiều loại hình giải trí khác nhau, bao gồm cả các trò chơi và âm nhạc. Senet, một dạng bảng chơi, trong đó các quân cờ di chuyển một cách ngẫu nhiên, vốn đặc biệt phổ biến từ thời xa xưa; một trò chơi khác tương tự là Mehen, với một bảng chơi hình tròn. Tung hứng và trò chơi liên quan đến bóng lại rất phổ biến với trẻ em, và đấu vật cũng được chứng thực trong một ngôi mộ tại Beni Hasan. Những thành viên giàu có của xã hội Ai Cập cổ đại rất thích săn bắn và chèo thuyền.
Những khai quật về ngôi làng của công nhân ở Deir el-Madinah đã kết lại những bản khảo nghiệm hoàn hảo nhất về cuộc sống cộng đồng trong thế giới văn minh cổ đại xuyên suốt 400 năm lịch sử. Không còn một nơi nào mà những cơ quan chính quyền, tương tác xã hội, công việc và điều kiện cuộc sống của một cộng đồng được nghiên cứu đầy đủ chi tiết như vậy.

### Ẩm thực
Ẩm thực của người Ai Cập vẫn trường tồn mãi theo thời gian; quả thực, các món ăn của người Ai Cập hiện nay vẫn giữ được một số điểm tương đồng nổi bật với các món ăn của người xưa. Chế độ ăn uống chủ yếu bao gồm bánh mì và bia, bổ sung thêm các loại rau như hành tây và tỏi, các loại trái cây như quả chà là và sung. Rượu vang và thịt chỉ được dùng vào các ngày lễ hội trong khi tầng lớp thượng lưu lại thưởng thức chúng một cách thường xuyên hơn. Cá, thịt, gia cầm và có thể được ướp muối hoặc phơi khô, chúng có thể được nấu trong các món hầm hoặc nướng trên vỉ nướng.

### Kiến trúc

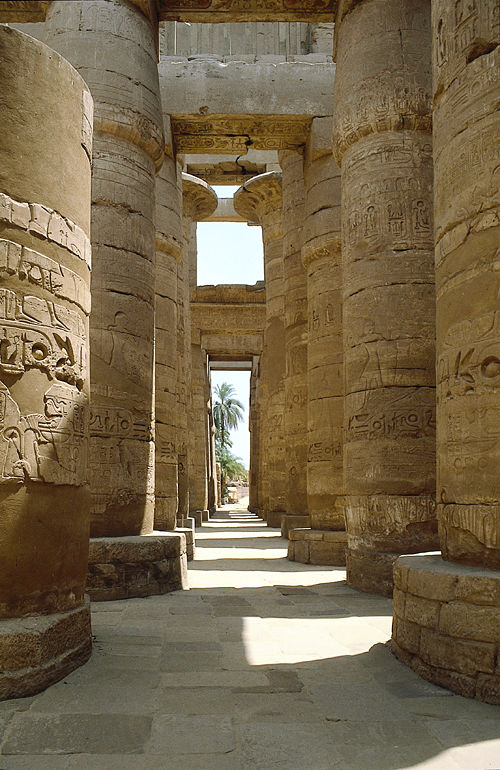
Những trụ đỡ trần nhà của ngôi đền Karnak được thi công thành những hàng cột dày nhằm nâng đỡ dầm mái.

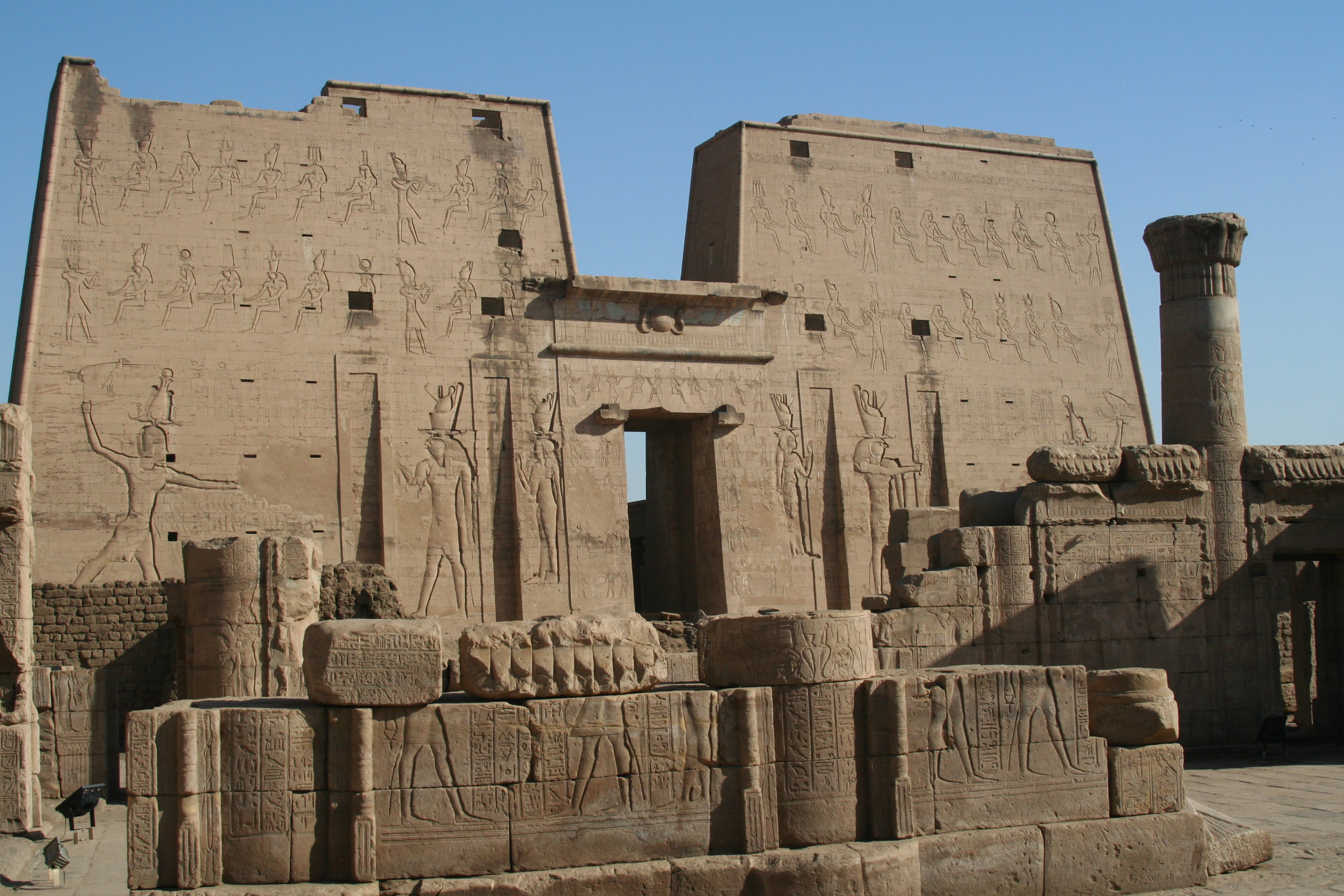
Ngôi đền Horus tại Edfu là một hình mẫu về nghệ thuật kiến trúc Ai Cập.

Nghệ thuật kiến trúc của Ai Cập cổ đại với một số những công trình được coi là nổi tiếng nhất trên thế giới: Kim tự tháp Giza và các đền thờ tại Thebes. Các dự án xây dựng đã được nhà nước tổ chức và hỗ trợ tài chính cho mục đích tôn giáo và kỷ niệm,và còn để củng cố sức mạnh của các pharaon. Người Ai Cập cổ đại là những công nhân xây dựng có tay nghề cao; sử dụng các công cụ và phương tiện đơn giản nhưng lại vô cùng hiệu quả, các kiến trúc sư của họ có thể xây dựng các công trình đồ sộ bằng đá với độ chính xác cao.
Ngôi nhà của tầng lớp thượng lưu cũng như của những người dân thường Ai Cập đều được xây dựng từ các vật liệu dễ hỏng như gạch bùn và gỗ. Người nông dân sống trong những ngôi nhà đơn giản, trong khi nơi ở của tầng lớp thượng lưu lại là những cấu trúc phức tạp hơn. Một vài tòa nhà từ thời Tân Vương quốc còn sót lại như ở Malkata và Amarna, cho thấy các bức tường và sàn nhà được trang trí bằng những bức vẽ về người, chim, bể nước, các vị thần và những phác họa hình học. Những kiến trúc quan trọng như đền thờ và lăng mộ đã được dự định sẽ trường tồn thế nên chúng được xây bằng đá thay vì gạch.
Những ngôi đền Ai Cập cổ đại lâu đời nhất còn được bảo tồn tới ngày nay là ở Giza, chúng chỉ bao gồm duy nhất một đại sảnh bao quanh cùng phần mái được đỡ bởi các cây cột. Vào thời Tân Vương quốc, các kiến trúc sư đã xây dựng thêm tháp môn, khoảng sân ngoài, và một khu vực hành lang bao quanh với nhiều cây cột phía trước khu vực thánh đường của ngôi đền, một phong cách tiêu chuẩn điển hình cho đến giai đoạn Hy Lạp-La Mã. Những kiến trúc mai táng sớm nhất và phổ biến nhất vào thời Cổ Vương quốc là mastaba, đó là một cấu trúc mái bằng hình chữ nhật xây bằng gạch bùn hoặc đá phía trên một căn phòng chôn cất dưới lòng đất. Kim tự tháp bậc thang của Djoser là cấu trúc bao gồm một loạt các mastaba đá xếp chồng lên nhau. Các kim tự tháp được xây dựng vào thời Cổ và Trung Vương quốc, nhưng sau đó chúng dần bị các vị vua từ bỏ và họ tập trung vào xây dựng những ngôi mộ được đào sâu vào núi vốn ít bị chú ý hơn. Chỉ có triều đại thứ 25 là một ngoại lệ, bởi vì các vị pharaon của triều đại này lại xây dựng các kim tự tháp.

### Nghệ thuật

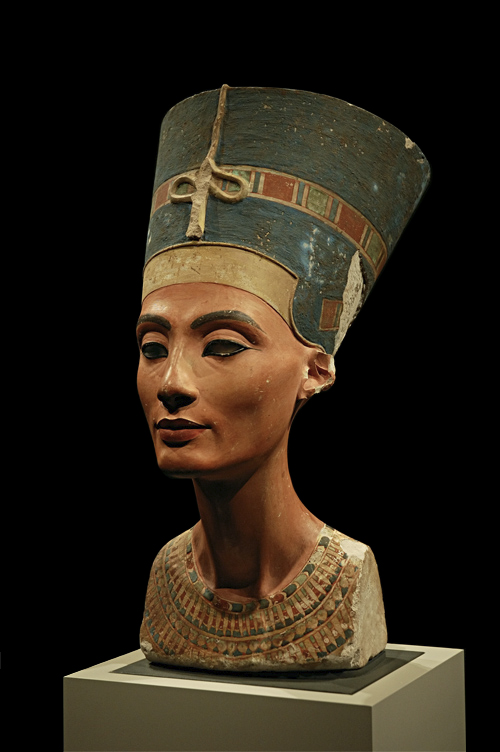
Tượng bán thân của Nefertiti, tác phẩm của nhà điêu khắc Thutmose, và là một trong những kiệt tác của nghệ thuật Ai Cập cổ đại.

Người Ai Cập cổ đại sáng tạo ra các tác phẩm nghệ thuật nhằm phục vụ nhiều mục đích khác nhau. Trong hơn 3500 năm, các họa sĩ luôn trung thành với những hình mẫu nghệ thuật và hình tượng đã được phát triển vào thời Cựu Vương quốc, và tuân theo những nguyên tắc nghiêm ngặt mà chống lại những ảnh hưởng ngoại lại và những thay đổi nội tại. Những tiêu chuẩn mỹ thuật này với những đường nét đơn giản, khuôn mẫu, với các khu vực cùng màu kết hợp với những hình vẽ mang tính đặc trưng mà không có dấu hiệu của chiều sâu không gian- tạo ra một cảm giác trật tự và cân bằng trong một tổng thể chung. Hình vẽ và các bản văn thì lại hòa quyện với nhau trên các bức tường trong những ngôi mộ và đền thờ, trên các quan tài, bia đá, và thậm chí cả trên những bức tượng. Bia đá Namer là một ví dụ cho thấy những hình vẽ đó cũng có thể được đọc như là chữ tượng hình. Vì những quy tắc cứng nhắc này đã chi phối tính cách điệu và phong thái tượng trưng cao độ của nó, nghệ thuật Ai Cập cổ đại chủ yếu phục vụ mục đích chính trị và tôn giáo với độ chính xác và sự rõ ràng.
Nghệ nhân Ai Cập cổ đại sử dụng đá để tạc tượng và phù điêu, nhưng họ cũng sử dụng gỗ như là một sự thay thế rẻ hơn và dễ dàng khắc hơn. Màu vẽ được lấy từ các khoáng chất như quặng sắt (màu đỏ và màu vàng son), quặng đồng (màu xanh và màu xanh lá cây), bồ hóng hoặc than (màu đen), và đá vôi (màu trắng). Màu vẽ được trộn với nhựa gôm Ả rập như một chất kết dính và được ép thành bánh để có thể hòa vào nước khi cần thiết.

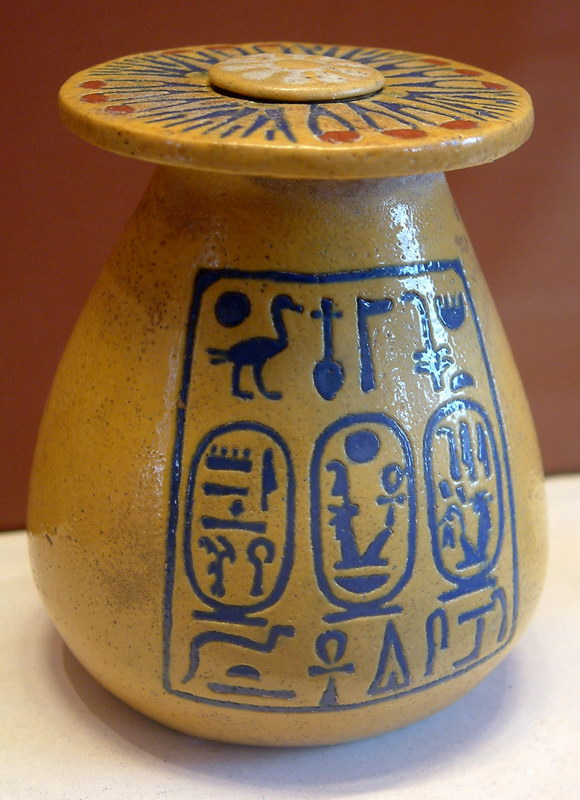
Một bình gốm có hoa văn ở bảo tàng Louvre

Các pharaon sử dụng các bức phù điêu để ghi lại chiến thắng của họ trong những trận chiến, chiếu chỉ của hoàng gia, và những cảnh tôn giáo. Những gười dân thường cũng có quyền tiếp cận với những tác phẩm nghệ thuật tang lễ, như các bức tượng shabti và sách của người chết, mà họ tin rằng sẽ bảo vệ họ ở thế giới bên kia. Trong suốt thời kỳ Trung Vương quốc, những khuôn mẫu bằng gỗ hoặc đất sét miêu tả quang cảnh cuộc sống hàng ngày đã trở thành một sự bổ sung phổ biến cho các ngôi mộ. Trong một nỗ lực nhằm để tái dựng lại các hoạt động của người sống sau khi bước sang thế giới bên kia, họ đã tạo nên các mô hình người lao động, nhà ở, tàu thuyền, và thậm chí cả mô hình quân sự để thể hiện những quan niệm của người Ai Cập cổ đại về thế giới bên kia.
Mặc dù nghệ thuật Ai Cập cổ đại có sự đồng nhất, những phong cách đặc thù vào những khoảng thời gian và địa điểm cụ thể đôi khi phản ánh sự thay đổi thái độ văn hóa hay chính trị. Sau cuộc xâm lược người Hyksos trong thời kỳ chuyển tiếp thứ hai, những bức bích họa mang phong cách Minoan đã được tìm thấy tại Avaris. Ví dụ nổi bật nhất về một sự thay đổi định hướng chính trị trong các hình thức nghệ thuật đến từ thời kỳ Amarna, với những hình mẫu được thay đổi hoàn toàn để phù hợp với những ý tưởng tôn giáo mang tính cách mạng của Akhenaten. Phong cách này được gọi là nghệ thuật Amarna, và nó đã nhanh chóng bị xoá bỏ một cách hoàn toàn sau khi Akhenaten qua đời và được thay thế bằng phong cách truyền thống.

### Niềm tin tôn giáo

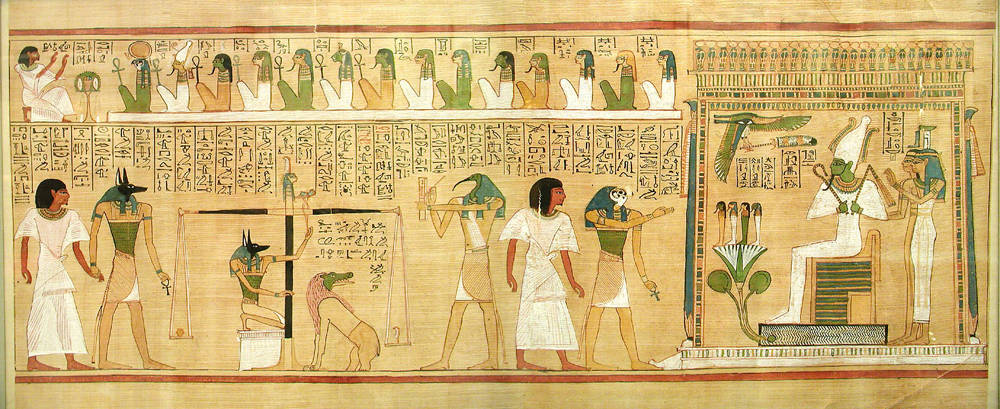
Tác phẩm Sách của người chết là một cẩm nang trong cuộc hành trình tới thế giới bên kia.

Niềm tin vào các vị thần và thế giới bên kia đã ăn sâu vào trong nền văn minh Ai Cập cổ đại ngay từ thủa sơ khai; Luật lệ của Pharaon được dựa trên quyền lực thần thánh của các vị vua. Các ngôi đền Ai Cập là nơi trú ngụ của các vị thần, những người có quyền lực siêu nhiên và luôn được dân chúng cầu xin sự giúp đỡ và bảo vệ. Tuy nhiên, các vị thần không phải lúc nào cũng được coi là nhân từ, và người Ai Cập tin rằng họ có thể được xoa dịu bằng việc hiến tế và cầu nguyện. Hệ thống các vị thần này thay đổi liên tục bởi vì các vị thần mới luôn được phong cấp trong hệ thống cấp bậc, trong khi các vị tư tế lại không có bất cứ nỗ lực để thiết lập các thay đổi này cùng với những câu chuyện thành một thể thống nhất và đôi khi lại khiến cho những câu chuyện thần thoại này mâu thuẫn với nhau. Những quan niệm khác nhau về thần thánh không được coi là mâu thuẫn mà giống như là phân thành nhiều lớp theo nhiều khía cạnh của thực tại.

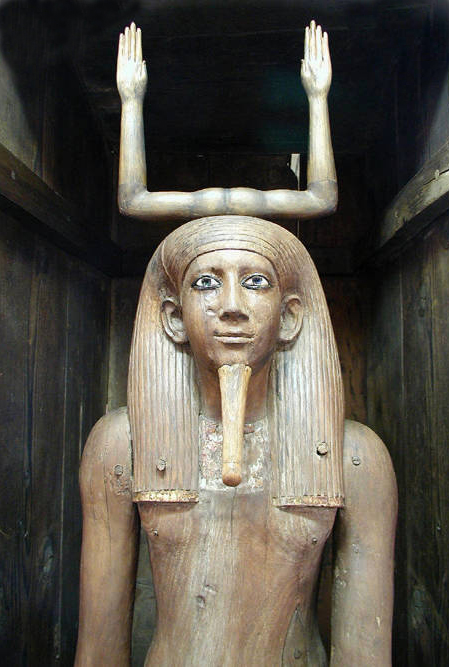
Bức tượng Ka là nơi trú ngụ cho linh hồn

Các vị thần được thờ cúng trong những ngôi đền chiu sự quản lý của các vị tư tế đại diện cho nhà vua. Tại trung tâm của các ngôi đền đều có một bức tượng dược thờ cúng trong một điện thờ. Các ngôi đền không phải là nơi dành cho việc thờ cúng chung, và chỉ vào một số ngày lễ và lễ kỷ niệm thì là bức tượng của vị thần mới được đem ra để thờ phụng công khai trong một điện thờ. Thông thường, lãnh địa của các vị thần luôn cách biệt với thế giới bên ngoài và chỉ có các quan chức của ngôi đền mới được phép đặt chân vào. Người dân có thể thờ cúng các bức tượng riêng trong nhà của họ, và đeo những lá bùa hộ mệnh nhằm chống lại các thế lực gây ra sự hỗn loạn. Sau thời kì Tân Vương quốc, vai trò của pharaon như một trung gian tâm linh bị giảm nhẹ, hay nói cách khác những phong tục tín ngưỡng đã chuyển dịch tinh thần đến việc thờ phượng trực tiếp các vị thần thay vì phải qua pharaon. Kết quả là, các linh mục đã phát triển một hệ thống những nhà tiên tri nhằm giao thức với ý nghĩ của thần linh và truyền lại trực tiếp đến người dân.
Người Ai Cập tin rằng mỗi con người được cấu tạo từ các bộ phận cơ thể và phần linh hồn. Ngoài cơ thể, mỗi người còn có một swt (bóng), một ba (tính cách hay linh hồn), một ka (sức sống), và một cái tên. Trái tim chứ không phải là não được coi là nơi chứa đựng những suy nghĩ và cảm xúc. Sau khi chết, phần hồn sẽ được giải phóng khỏi cơ thể và có thể lang thang một cách tự do, nhưng nó cần một cơ thể khác (hoặc thay thế, chẳng hạn như một bức tượng) để làm một ngôi nhà vĩnh viễn. Mục tiêu cuối cùng của người đã khuất đó là đoàn tụ lại được với ka và ba của mình, để có thể trở thành một akh. Để điều này xảy ra, người đã khuất phải trải qua một phiên tòa, trong đó trái tim của họ được đem cân với một "sợi lông chân lý". Nếu được coi là xứng đáng, người đã khuất có thể tiếp tục tồn tại trên Trái Đất dưới dạng phần hồn.

### Mai táng

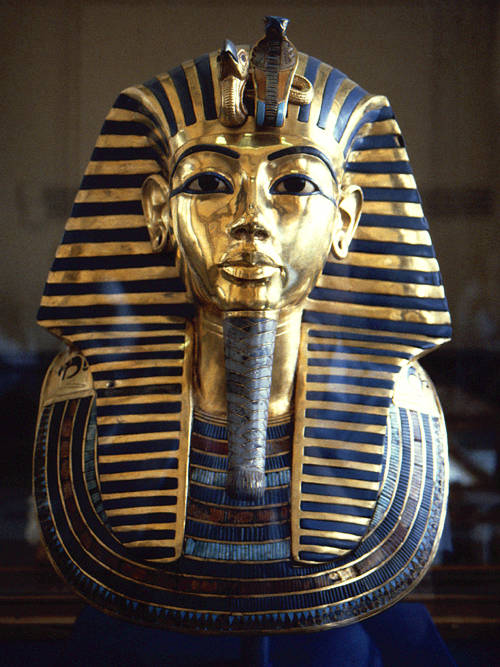
Mặt nạ bằng vàng từ xác ướp của Tutankhamun.

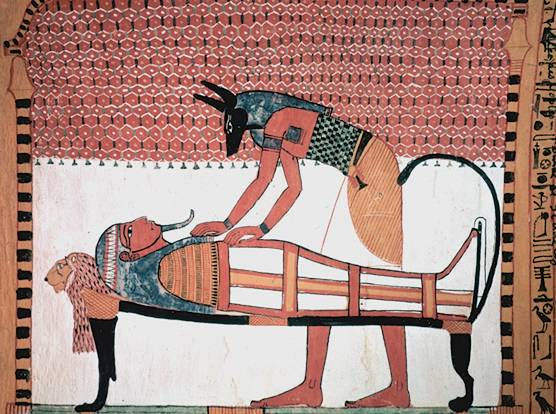
Anubis là vị thần của Ai Cập cổ đại liên đới đến phong tục ướp xác và những lễ nghi mai táng. Trong bức họa này, Anubis đang chăm sóc một xác ướp.

Người Ai Cập cổ đại đã duy trì một tập hợp phức tạp các táng tục mà họ tin là cần thiết để đảm bảo sự bất tử sau khi qua đời. Những phong tục này liên quan đến việc bảo vệ cơ thể bằng cách ướp xác, thực hiện các nghi lễ chôn cất cùng với những đồ tùy táng mà người chết sẽ sử dụng trong thế giới bên kia.
Trước thời Cổ Vương quốc, thi hài người chết được chôn cất dưới các hố được đào trong sa mạc và nó được bảo quản khô một cách tự nhiên. Sự khô cằn của sa mạc là một điều kiện thuận lợi giúp cho việc chôn cất của những người dân nghèo trong suốt lịch sử của Ai Cập cổ đại, vì họ không có khả năng chi trả cho quá trình chôn cất công phu vốn dành cho tầng lớp thượng lưu. Những người Ai Cập giàu có đã bắt đầu chôn cất người chết trong những ngôi mộ bằng đá và sử dụng quá trình ướp xác nhân tạo, mà trong đó họ loại bỏ các cơ quan nội tạng, quấn toàn bộ cơ thể người chết bằng vải lanh, rồi chôn cất trong một quan tài bằng đá hình chữ nhật hoặc quan tài bằng gỗ. Bắt đầu từ triều đại thứ tư, một số bộ phận đã được bảo quản một cách riêng biệt trong các lọ đựng nội tạng.
Vào thời kỳ Tân Vương quốc, người Ai Cập cổ đại đã hoàn thiện nghệ thuật ướp xác của họ; kỹ thuật tốt nhất mất tới 70 ngày để loại bỏ các cơ quan nội tạng, loại bỏ não thông qua mũi, và làm khô thi hài bằng một hỗn hợp muối gọi là natron. Thi hài sau đó được bọc trong vải lanh cùng với những tấm bùa hộ mệnh bảo vệ chèn vào giữa các lớp vải và được đặt trong một quan tài hình người được trang trí cầu kỳ. Nghệ thuật ướp xác dần trở nên suy tàn dưới thời Ptolemaios và La Mã, trong khi lại nhấn mạnh hơn đến hình dáng bên ngoài được trang trí của xác ướp.
Trong khi người Ai Cập giàu có được chôn cất với một số lượng lớn các vật dụng xa xỉ, thì trong tất cả các ngôi mộ bất kể địa vị xã hội, luôn có những đồ đạc dành cho người chết. Bắt đầu từ thời Tân Vương quốc, sách của người chết luôn có đi kèm trong các ngôi mộ, cùng với những bức tượng shabti mà được tin là để lao động thay cho chủ nhân của chúng ở thế giới bên kia. Sau khi an táng, những người thân còn sống cũng thỉnh thoảng mang thức ăn đến các ngôi mộ và nguyện cầu thay mặt cho người đã khuất.

## Quân sự
Quân đội Ai Cập cổ đại có nhiệm vụ bảo vệ Ai Cập chống lại các cuộc xâm lăng từ bên ngoài và duy trì sự thống trị của Ai Cập ở vùng Cận Đông cổ đại. Quân đội còn bảo vệ các mỏ khai thác ở Sinai trong thời kỳ Cổ Vương quốc và tham gia vào các cuộc nội chiến trong thời kỳ chuyển tiếp thứ nhất và thứ hai. Họ còn chịu trách nhiệm bảo vệ các pháo đài dọc theo các tuyến đường thương mại quan trọng, chẳng hạn như tại thành phố Buhen trên đường tới Nubia. Các pháo đài cũng đã được xây dựng để làm các căn cứ quân sự, chẳng hạn như pháo đài ở Sile, mà đóng vai trò là một căn cứ chỉ huy trong các quộc viễn chinh tới Levant. Vào thời kỳ Tân Vương quốc, một loạt các vị vua đã sử dụng quân đội thường trực của Ai Cập để tấn công và chinh phục Kush cùng các khu vực của Levant.

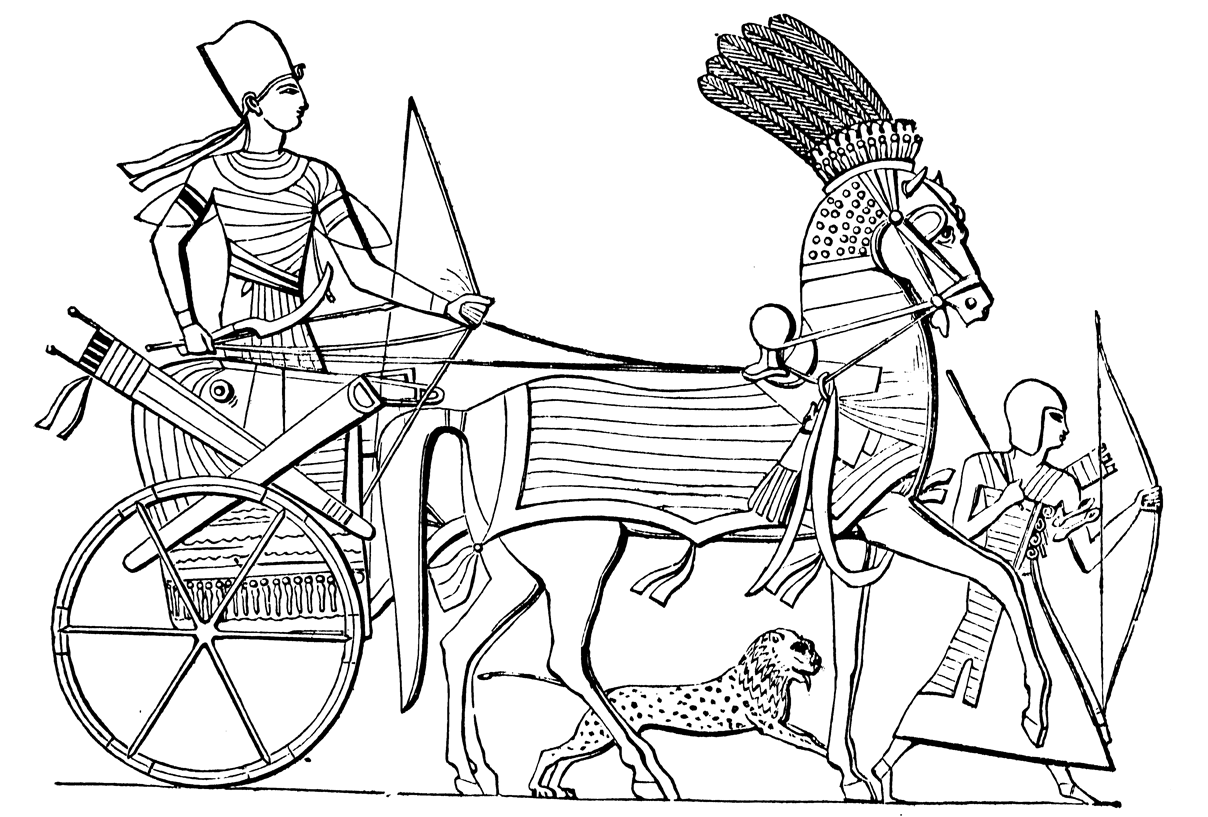
Một chiến xa Ai Cập.

Trang bị quân sự điển hình bao gồm cung tên, giáo, và loại khiên đầu tròn được chế tạo bằng cách bọc da động vật vào một khung gỗ. Vào thời kỳ Tân Vương quốc, quân đội đã bắt đầu sử dụng các cỗ chiến xa vốn được những kẻ xâm lược người Hyksos du nhập vào thời kỳ trước đó. Vũ khí và áo giáp tiếp tục được cải tiến với việc sử dụng đồng: khiên chắn bây giờ đã được làm từ một khối gỗ đặc với một thanh oằn bằng đồng, các ngọn giáo được gắn đầu chóp nhọn bằng đồng, và Khopesh đã được du nhập từ những người lính châu Á.
Các vị pharaon thường được mô tả trong nghệ thuật và văn học là đang cưỡi trên các cỗ chiến xa ở phía trước đạo quân; có giả thuyết cho rằng đã có ít nhất một vài vị pharaon, như Seqenenre Tao II và những người con trai của ông, đã làm như vậy. Tuy nhiên, cũng có những lập luận cho rằng "những vị vua của thời kỳ này đã không đích thân chỉ huy quân đội trên chiến trường, chiến đấu cùng với quân đội của họ. " Binh lính được tuyển chọn từ những người dân thường, nhưng trong giai đoạn Tân Vương quốc và đặc biệt là thời kỳ sau đó, lính đánh thuê từ Nubia, Kush, và Libya đã được tuyển mộ để chiến đấu cho Ai Cập.

## Kỹ thuật, y học, toán học

### Kỹ thuật
Trong lĩnh vục kỹ thuật, y học và toán học, người Ai Cập cổ đại đã đạt được một tiêu chuẩn tương đối cao về năng suất và sự tinh tế. Các cuộn giấy Edwin Smith và Ebers (khoảng năm 1600 TCN) đã ghi chép lại những kinh nghiệm truyền thống đầu tiên được biết đến của người Ai Cập. Người Ai Cập còn tạo ra bảng chữ cái riêng của họ và hệ thập phân.

### Đồ sứ và thủy tinh
Ngay từ trước thời kỳ Cổ Vương quốc, người Ai Cập cổ đại đã tạo ra một loại vật liệu thủy tinh được gọi là sứ, và họ coi đó là một loại đá bán quý nhân tạo. Sứ là một loại đồ gốm được làm từ silica, một lượng nhỏ vôi và natri oxit, cùng với một chất tạo màu, thường là đồng. Nó được sử dụng để làm các chuỗi hạt, đá lát, các bức tượng nhỏ, và đồ gốm nhỏ. Người Ai Cập cổ đại còn tạo ra được một chất màu gọi là màu xanh Ai Cập, hay còn được gọi màu xanh thủy tinh, nó được tạo ra bằng cách nung chảy silica, đồng, vôi, và một loại chất kiềm như natron. Sản phẩm tạo ra có thể được nghiền nhỏ và được sử dụng làm một chất màu.

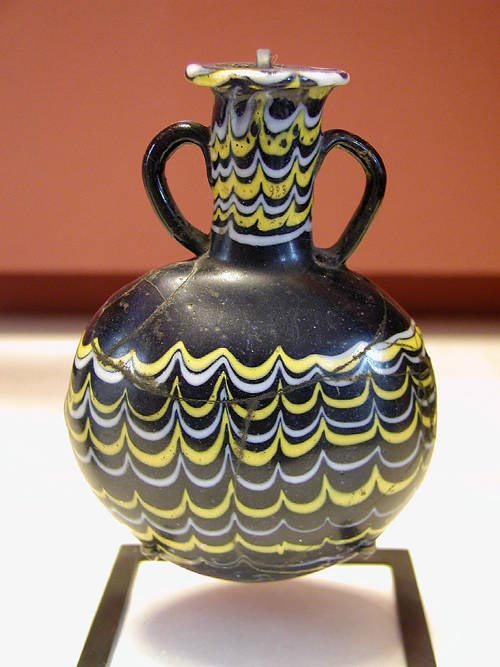
Bình thủy tinh Ai Cập cổ đại.

Người Ai Cập cổ đại đã có thể chế tạo một loạt các đồ vật bằng thủy tinh với kỹ năng tuyệt vời, nhưng hiện vẫn chưa rõ là liệu rằng họ đã phát triển quá trình này một cách độc lập hay không. Ngoài ra cũng không rõ ràng rằng họ đã chế tạo ra loại thủy tinh thô của mình hay chỉ đơn thuần là nhập khẩu các thỏi đã được chế tạo sẵn, sau đó họ nấu chảy và hoàn thiện. Tuy nhiên, họ lại có kĩ năng thuần thục trong việc tạo hình các đồ vật, cũng như việc thêm vào các yếu tố vi lượng để kiểm soát màu sắc của thủy tinh thành phẩm. Họ có thể tạo ra nhiều loại màu sắc bao gồm màu vàng, đỏ, xanh lá cây, xanh dương, tím, trắng, và có thể chế tạo ra loại thủy tinh trong suốt hoặc mờ đục.

### Y học

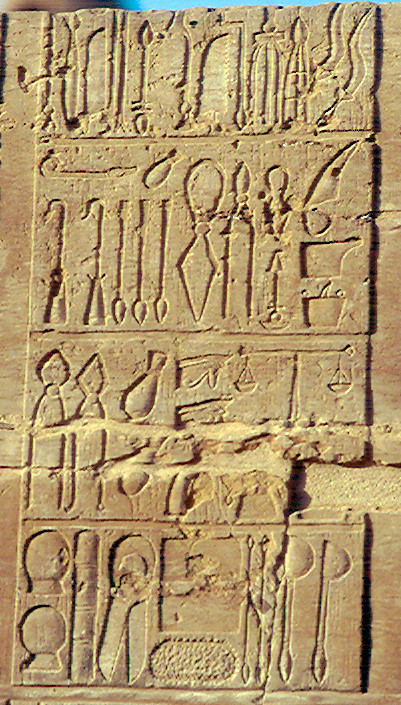
Những dụng cụ y học của Ai Cập cổ đại được khắc vào thời Ptolemaios tại ngôi đền ở Kom Ombo.

Những vấn đề y tế của người Ai Cập cổ đại bắt nguồn trực tiếp từ môi trường sống của họ. Do cuộc sống và lao động diễn ra gần con sông Nile khiến cho họ dễ gặp phải những mối nguy hiểm đến từ bệnh sốt rét và trùng sán máng ký sinh, khiến tổn thương gan và đường ruột. Những loài động vật hoang dã nguy hiểm như cá sấu và hà mã cũng là một mối đe dọa phổ biến. Công việc đồng áng và lao động trong các công trình xây dựng đã gây nên áp lực đối với cột sống và các khớp xương, tổn thương trong quá trình xây dựng các công trình và chiến tranh cũng khiến cho họ mất đi một số bộ phận quan trọng trên cơ thể. Những hạt sạn và cát trong bột mỳ làm mòn răng của họ, khiến cho họ dễ bị áp xe (mặc dù vậy sâu răng lại rất hiếm).
Chế độ ăn của những người giàu thường có chứa nhiều đường, vì thế khiến cho họ dễ mắc phải bệnh răng lợi. Mặc dù luôn được miêu tả với vóc dáng thon gọn trên các bức tường trong những ngôi mộ, nhiều xác ướp của tầng lớp thượng lưu cho thấy tình trạng thừa cân vốn do ảnh hưởng từ một cuộc sống quá sung túc. Tuổi đời của một người trưởng thành là khoảng 35 đối với nam và 30 đối với phụ nữ, nhưng để sống được đến độ tuổi trưởng thành thì lại là một điều khó bởi vì khoảng một phần ba dân số đã qua đời khi còn đang trong độ tuổi thanh niên.
Các thầy thuốc Ai Cập từ xa xưa đã nổi tiếng ở vùng Cận Đông cổ đại nhờ vào tài năng chữa bệnh của họ, và một số chẳng hạn như Imhotep, thậm chí còn nổi tiếng rất lâu sau khi họ qua đời. Herodotos đã nhận xét rằng các thầy thuốc Ai Cập là những người có sự chuyên môn hóa cao, với việc có những người chỉ chuyên chữa những bệnh về đầu hoặc dạ dày, trong khi những người khác là các thầy thuốc chữa bệnh về mắt và là nha sĩ. Quá trình đào tạo các thầy thuốc diễn ra tại các phân viện Ankh hoặc "Ngôi nhà của sự sống", đặc biệt nổi tiếng là những nơi như ở Per-Bastet vào thời Tân Vương quốc và tại Abydos và Sais vào giai đoạn Hậu nguyên sau này. Các cuộn Giấy cói y học ghi lại những kiến thức thực nghiệm về giải phẫu, chấn thương, và những phương pháp điều trị thực tế.
Các vết thương lại được chữa trị bằng cách băng bó với thịt sống, vải lanh trắng, chỉ khâu, vải màn, tấm lót, băng gạc nhúng với mật ong để ngăn ngừa nhiễm trùng, trong khi thuốc phiện, cỏ dạ hương và belladona đã được sử dụng để giảm đau. Những ghi chép sớm nhất về cách điều trị bỏng đã mô tả cách băng bó vết bỏng mà sử dụng sữa từ người mẹ sinh con trai. Bánh mì mốc, mật ong và muối đồng cũng đã được sử dụng để ngăn ngừa nhiễm khuẩn vết bỏng. Tỏi và hành tây đã được sử dụng thường xuyên để tăng cường sức khỏe và được cho là có tác dụng tốt trong việc giảm các triệu chứng hen suyễn. Những thầy thuốc phẫu thuật Ai Cập cổ đại có thể khâu vết thương, cố định lại xương bị gãy, và cắt cụt chân tay bị hoại tử, nhưng họ cũng nhận ra rằng một số vết thương quá nghiêm trọng và họ chỉ có thể làm cho bệnh nhân cảm thấy thoải mái cho đến khi cái chết xảy đến.

### Đóng tàu

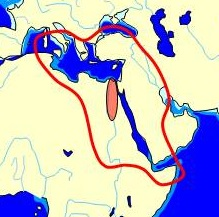
Đường viền đỏ đánh dấu mức độ nhận thức địa lý của người Ai Cập cổ đại.

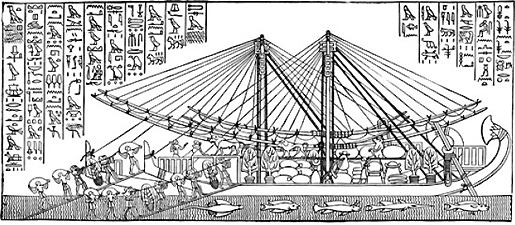
Hình ảnh chiếc tàu đi biển được khắc họa trong bức phù điêu miêu tả cuộc thám hiểm tới xứ Punt tại ngôi đền Deir el-Bahari của Hateshepsut

Những người Ai Cập từ xa xưa đã biết cách lắp ráp các tấm ván gỗ vào một thân tàu và đã làm chủ được các kỹ thuật tiên tiến của ngành đóng tàu từ rất sớm vào khoảng năm 3000 TCN. Viện khảo cổ học Mỹ ghi nhận rằng một số chiếc thuyền cổ xưa nhất vẫn đang được khai quật và chúng được gọi chung là những chiếc thuyền Abydos. Đây là một nhóm gồm 14 con thuyền được phát hiện ở Abydos và chúng được tạo nên bằng cách "khâu" các tấm ván gỗ lại với nhau. Các con thuyền này được nhà Ai Cập học David O'Connor của đại học New York phát hiện ngoài ra còn có cả những chiếc dây đai được sử dụng để buộc các tấm ván lại với nhau, và họ dùng lau sậy hoặc cây cỏ để lèn vào giữa các tấm ván nhằm bịt các kẽ hở.. Vì những chiếc thuyền này đều được chôn cùng nhau và nằm gần khu nhà nguyện an táng của Pharaon Khasekhemwy, nên ban đầu tất cả chúng đều được cho là thuộc về ông, nhưng chỉ có một trong số 14 chiếc thuyền này có niên đại vào khoảng năm 3000 TCN, và những chiếc bình gốm được chôn cùng với các con thuyền này cũng được cho là có niên đại sớm hơn. Chiếc thuyền có niên đại khoảng năm 3000 TCN có chiều dài 75 feet (23 m) và ngày nay được coi là thuộc về một vị pharaon trước đó. Theo giáo sư O'Connor, chiếc thuyền có niên đại 5.000 năm tuổi có thể có thuộc về Pharaon Aha.
Người Ai Cập cổ đại cũng biết dùng các đinh gỗ để đóng những tấm ván gỗ chặt hơn lại với nhau, họ còn sử dụng hắc ín để bít các vết nối. Chiếc "thuyền Khufu" dài 43,6 mét (143 ft) được chôn trong một chiếc hố thuộc khu vực phức hợp kim tự tháp Giza và nằm ngay dưới chân của Đại kim tự tháp Giza có niên đại thuộc về triều đại thứ tư khoảng năm 2500 TCN, có thể chủ yếu mang tính biểu tượng là một chiếc thuyền mặt trời. Người Ai Cập cũng biết cách đóng chặt các tấm ván của con tàu này bằng các lỗ và khớp mộng.
Người Ai Cập còn sử dụng những chiếc tàu biển lớn trong hoạt động thương mại với các thành bang ở phía đông Địa Trung Hải, đặc biệt là Byblos (trên bờ biển Liban ngày nay), và trong một số cuộc thám hiểm dọc theo bờ Biển Đỏ đến xứ Punt. Trên thực tế, một trong những từ ngữ được người Ai Cập sử dụng sớm nhất để chỉ tàu biển đó là "tàu Byblos", mà ban đầu được xác định là một lớp tàu biển mà người Ai Cập dùng để đi tới Byblos. Tuy nhiên, vào cuối thời Cổ Vương quốc, thuật ngữ này đã được dùng để chỉ những con tàu biển lớn, bất kể điểm đến của chúng.

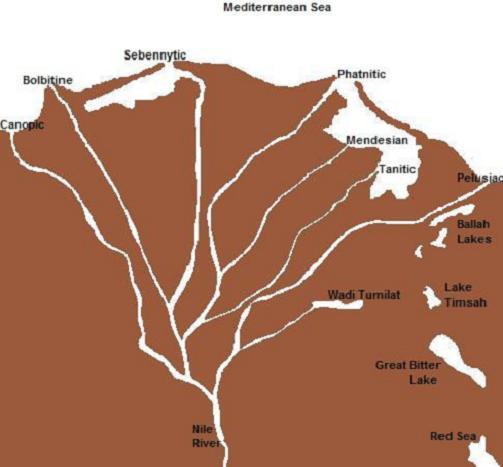
Châu thổ sông Nin thuở sơ khai, cho thấy mối quan hệ của hồ Timsah đến những hồ Ballah.

Vào năm 2011, các nhà khảo cổ đến từ Ý, Hoa Kỳ, và Ai Cập đã khai quật một khu phá khô cạn được gọi là Mersa Gawasis, tại đó họ đã khai quật được dấu vết của một bến cảng cổ từng là nơi khởi đầu cho các chuyến hải trình giống như chuyến thám hiểm xứ Punt của Hatshepsut. Một số di chỉ được phát hiện đã minh chứng cho sức mạnh đi biển người Ai Cập cổ đại với những con tàu lớn bằng gỗ cùng hàng trăm feet dây thừng được làm từ giấy cói và được cuộn thành những bó lớn. Và vào năm 2013, một nhóm các nhà khảo cổ học của Pháp và Ai Cập đã phát hiện cảng biển được cho là có tuổi đời lâu nhất thế giới, có niên đại khoảng 4500 năm từ thời vua Cheops, nó nằm trên bờ biển Đỏ gần Wadi el-Jarf (cách kênh đào Suez khoảng 110 dặm về phía nam).
Năm 1977, một kênh đào nối liền bắc-nam cổ xưa có niên đại từ thời Trung Vương quốc Ai Cập được phát hiện nối dài từ hồ Timsah đến những hồ Ballah. Việc cho rằng niên đại của con kênh là ở thời kỳ Trung Vương quốc đến từ việc ngoại suy niên đại của những di tích lịch sử được xây dựng cùng thời kỳ.

### Toán học

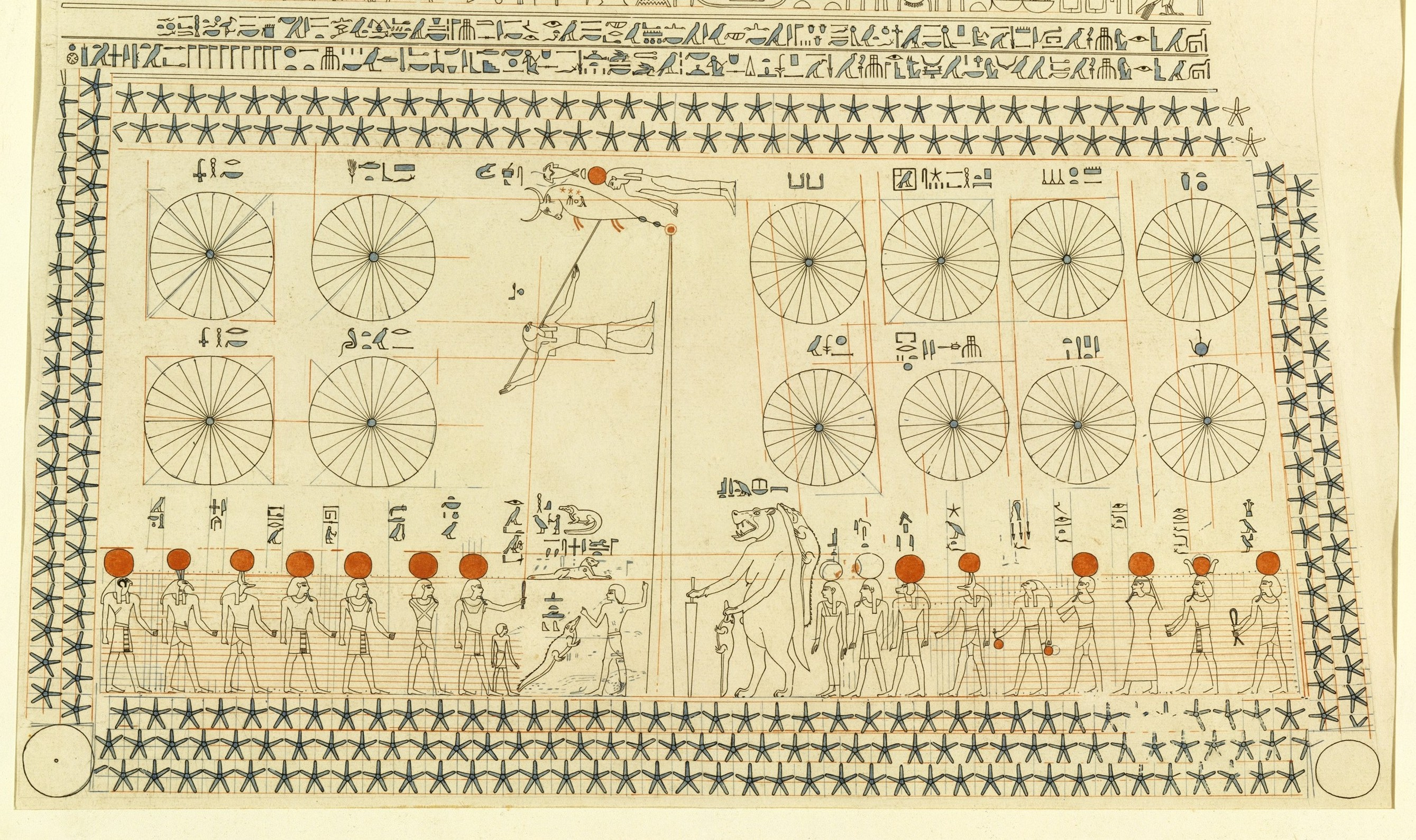
Bản đồ thiên văn học trong mộ Senemut, Triều đại thứ 18

Những ví dụ sớm nhất về việc thực hiện các phép tính toán học là có niên đại vào thời kỳ Naqada thuộc giai đoạn Tiền triều đại, và nó cho thấy một hệ thống các chữ số đã phát triển đầy đủ. Tầm quan trọng của toán học trong quá trình giáo dục một người Ai Cập được thừa nhận thông một tác phẩm văn chương hư cấu vào thời Tân Vương quốc, trong đó tác giả sáng tạo ra một cuộc thi sự uyên bác giữa ông ta với một viên ký lục liên quan đến các công việc tính toán hàng ngày như tính toán đất đai, lao động, và thóc lúa. Những ghi chép như trên cuộn giấy toán học Rhind và cuộn giấy toán học Moscow cho thấy người Ai Cập cổ đại đã có thể thực hiện bốn phép tính toán học cơ bản -cộng, trừ, nhân, chia- sử dụng phân số, tính toán khối lượng của các bao và kim tự tháp, và ước tính diện tích bề mặt của hình chữ nhật, hình tam giác, và hình tròn. Họ còn hiểu được các khái niệm cơ bản của đại số và hình học, và có thể giải được hệ phương trình đơn giản.
Ký hiệu toán học thập phân thì lại dựa trên cơ sở các ký hiệu bằng chữ tượng hình cho mỗi luỹ thừa mười cho đến một triệu. Mỗi một ký hiệu trong số này có thể được viết đi viết lại nhiều lần nếu cần thiết để có thể đạt đến con số mong muốn; do đó, để viết các số tám mươi hay tám trăm, ký hiệu mười hay một trăm sẽ được viết tám lần tương ứng. Bởi vì phương pháp tính toán của họ không thể xử lý hầu hết các phân số với tử số lớn hơn một, họ đã phải viết phân số như là tổng của nhiều phân số. Ví dụ, họ có thể phân tích phân số hai phần năm thành tổng của một phần ba + một phần mười lăm. Bảng các giá trị tiêu chuẩn sẽ giúp thuận tiện cho điều này. Tuy nhiên, một số phân số thông dụng có thể được viết bằng một ký tự đặc biệt.
Những nhà toán học Ai Cập cổ đại đã nắm được các nguyên tắc cơ bản của định lý Pythagore, ví dụ như họ biết rằng một tam giác có một góc vuông đối diện với cạnh huyền khi các cạnh của nó có tỷ lệ 3-4-5. Họ đã có thể ước tính được diện tích của một hình tròn bằng cách trừ đi một phần chín đường kính của nó và bình phương kết quả:
Diện tích ≈ [(8⁄9)D]2 = (256⁄81)r 2 ≈ 3.16r 2,
gần xấp xỉ công thức πr 2.
Tỷ lệ vàng dường như cũng được hiện diện trong nhiều công trình xây dựng của Ai Cập, trong đó có các kim tự tháp, nhưng việc sử dụng nó có thể là một kết quả ngoài ý muốn trong quá trình kết hợp việc sử dụng những dây thừng thắt nút với một cảm giác trực quan về tỷ lệ và sự hài hòa.

## Di sản

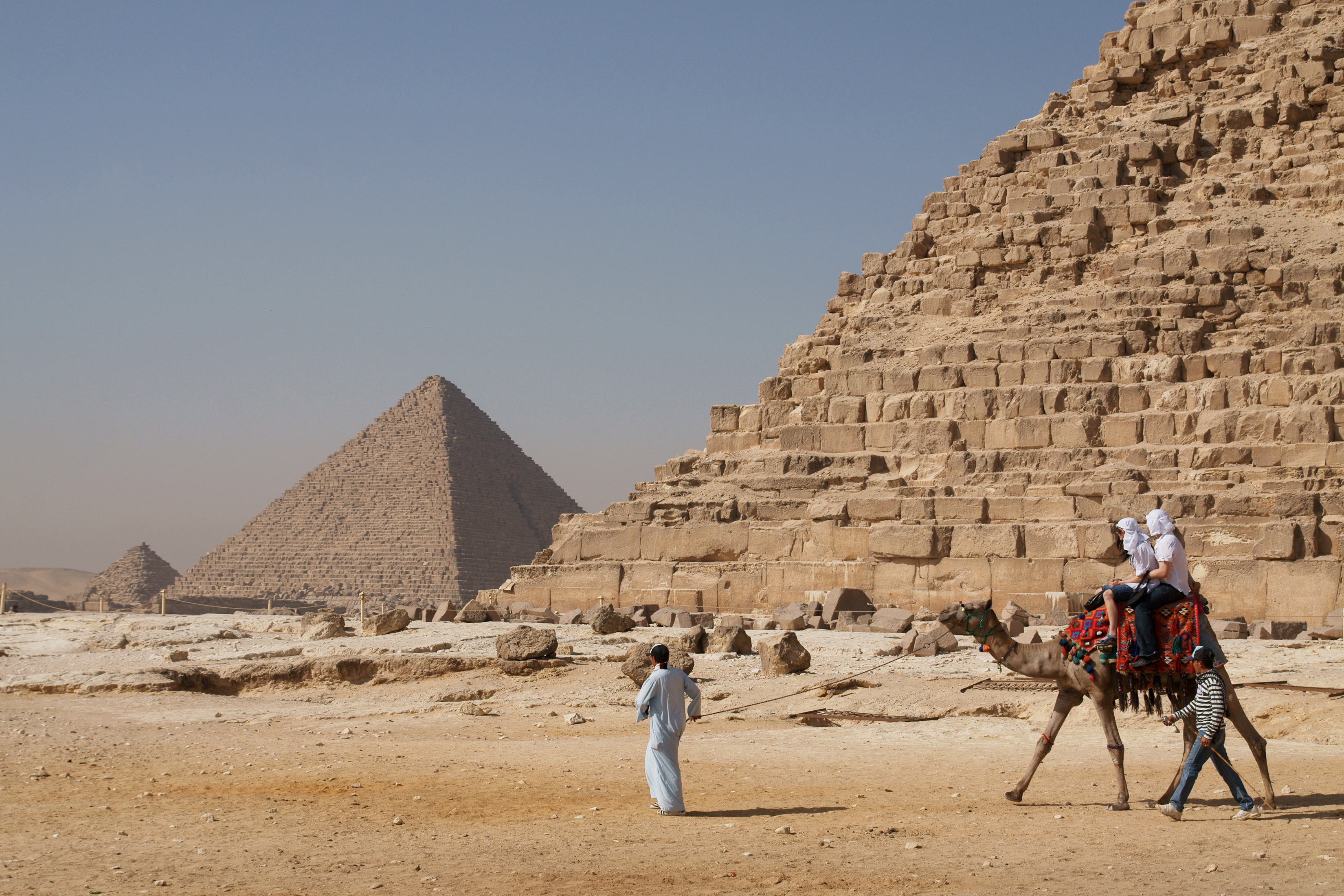
Du khách cưỡi lạc đà trước các kim tự tháp Giza

Văn hóa và các công trình kiến trúc của Ai Cập cổ đại đã để lại một di sản lâu dài cho thế giới. Ví dụ như sự thờ cúng nữ thần Isis đã trở nên phổ biến vào thời đế quốc La Mã, các cột tháp tưởng niệm và các di tích khác đã được vận chuyển đến Rome. Người La Mã cũng nhập khẩu vật liệu xây dựng từ Ai Cập để xây dựng nên các kiến trúc mang phong cách Ai Cập. Những nhà sử học đầu tiên như Herodotus, Strabo và Diodorus Siculus đều nghiên cứu và viết các tác phẩm về vùng đất, mà người La Mã coi là một vùng đất huyền bí.

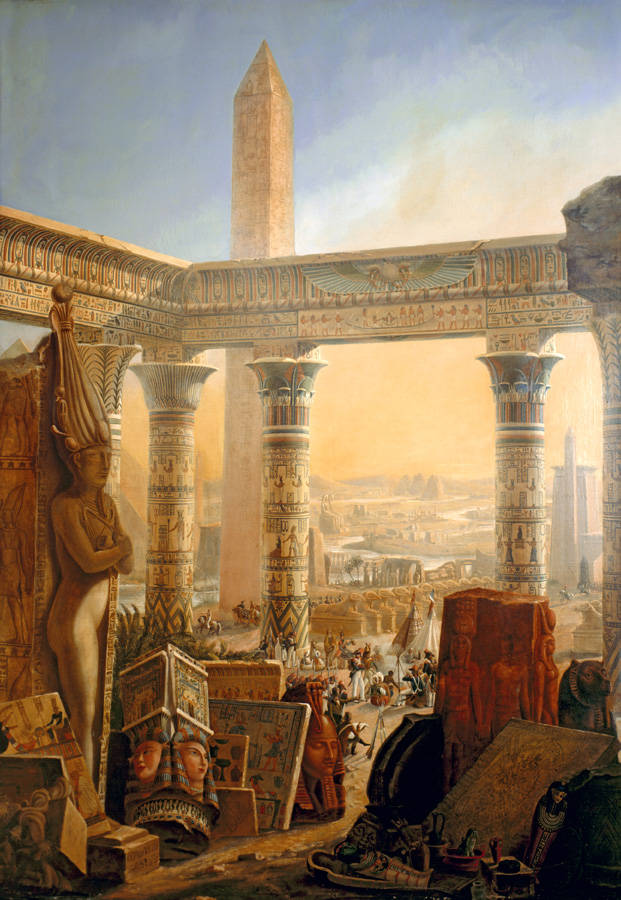
Trang đầu của tác phẩm Description de l'Égypte, gồm 38 tập xuất bản từ năm 1809 đến năm 1829.

Trong suốt thời Trung Cổ và Phục Hưng, nền văn hóa đa thần của người Ai Cập vốn đã suy tàn sau khi Kitô giáo nổi lên và sau này là Hồi giáo, lại luôn nhận được sự quan tâm trong các tác phẩm của các học giả thời Trung Cổ như Dhul-Nun al-Misri và al-Maqrizi. Trong các thế kỷ XVII và XVIII, khách bộ hành và khách du lịch châu Âu đã mang về các cổ vật và viết nên những câu truyện ngắn về các cuộc hành trình của họ, điều này đã tạo nên một làn sóng Egyptomania trên khắp châu Âu. Làn sóng mới này khiến cho các nhà sưu tập đổ xô đến Ai Cập, họ đã mua, chiếm đoạt và được tặng nhiều cổ vật quan trọng.
Mặc dù sự chiếm đóng của thực dân phương Tây đến Ai Cập đã phá hủy một phần quan trọng các di sản lịch sử quốc gia, nhưng vẫn có một số người ngoại quốc đã để lại những dấu ấn tích cực hơn. Lấy ví dụ như Napoleon, ông đã chỉnh lý lại những nghiên cứu hàng đầu về Ai Cập học khi ông mua chúng từ khoảng 150 nhà khoa học và họa sĩ để học hỏi cùng với tài liệu lịch sử tự nhiên về Ai Cập, được phát hành trong chuỗi ấn phẩm Description de l'Égypte (Diện mạo Ai Cập).
Vào thế kỷ XX, Chính phủ Ai Cập và các nhà khảo cổ đều đã công nhận tầm quan trọng của sự tôn trọng văn hóa và sự toàn vẹn trong các cuộc khai quật. Hội đồng Tối cao Khảo cổ học hiện nay giữ vai trò phê duyệt và giám sát tất cả các cuộc khai quật, với mục đích là nhằm tìm kiếm thông tin chứ không phải là kho báu. Hội đồng cũng giám sát các bảo tàng và những chương trình đồ án tái thiết các di tích để bảo tồn các di sản lịch sử của Ai Cập.